# Porsche 914
Porsche 914 — среднемоторный спортивный автомобиль, разработанный совместно компаниями Volkswagen и Porsche, выпускавшийся в 1969—1976 годах и продававшийся на рынке при участии специально созданных совместных предприятий Volkswagen и Porsche. Этот автомобиль выпускался в виде двухместного варианта с кузовом типа тарга и оппозитным-6 (или оппозитным-4) двигателем. Первый прототип Porsche 914 был представлен 1 марта 1968 года, однако 12 апреля умер глава Volkswagen Генрих Нордхофф, а его место занял Курт Лоц, который вынудил Porsche полностью пересмотреть условия сотрудничества компаний в этом проекте. Всего было выпущено пять вариантов этой модели — 914/4, 914 1.7, 914 1.8, 914 2.0 (все с 4-цилиндровым двигателем) и 914/6 (с 6-цилиндровым двигателем) — и продано около 120 тысяч экземпляров Porsche 914 всех вышеуказанных вариантов.
Модели 914/6 принимали участие в различных соревнованиях, в том числе в гонках 24 часа Ле-Мана, 1000 км Нюрбургринга, Ралли Монте-Карло и 24 часа Дейтоны. Несмотря на свой инновационный дизайн, Porsche 914 не снискал популярности даже среди ярых поклонников марки Porsche не только по причине нехарактерного внешнего вида, но и из-за проблем с двигателем и трансмиссией. Высокая стоимость производства и дополнительные расходы на доработку автомобиля для соответствия американским стандартам по экологии привели к прекращению выпуска модели в 1976 году.

## Разработка проекта

### Предпосылки к созданию

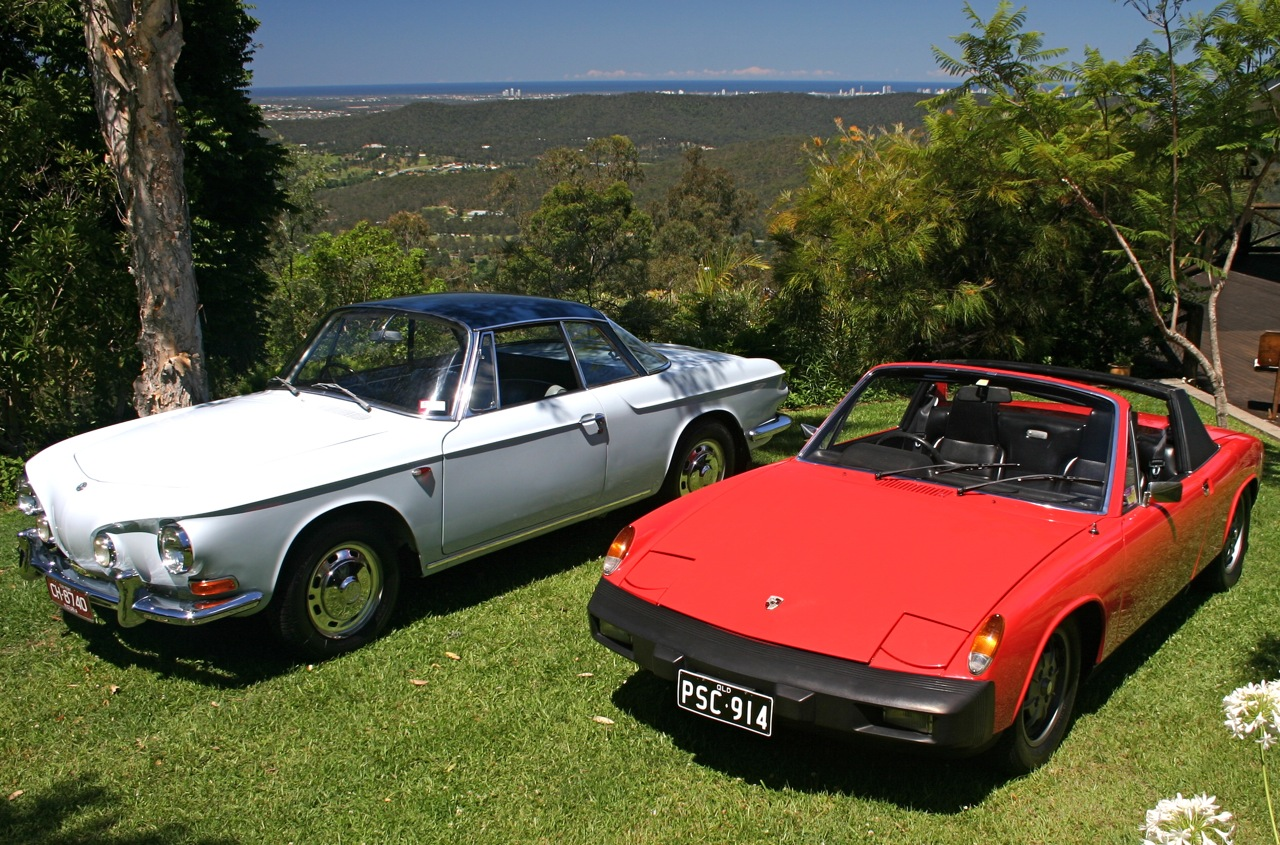
Volkswagen Karmann-Ghia Тип 34 (слева) и Porsche 914

В 1960-е годы производители автомобилей Volkswagen и Porsche задумались о необходимости разработки новых моделей. Volkswagen разрабатывал новый спортивный купе на замену типу 34 Karmann Ghia, а также искал свой новый символ на замену устаревавшему Volkswagen Beetle, который к тому моменту стал культовым вместе с микроавтобусом Kombi благодаря огромным продажам в США (ежегодно там продавалось свыше 1 миллиона экземпляров Beetle). Попытки Volkswagen предложить модели Typ 3 и Typ 4 в качестве замены «жуку» обернулись коммерческой неудачей: причиной были как технические недостатки, характерные для Volkswagen Beetle и перекочевавшие в эти новые модели, так и дизайнерские промахи, поскольку в новых моделях не было того шарма, который был в Beetle.
Porsche, пытаясь найти замену традиционной модели 356, выпустили в 1964 году модель Porsche 911 с 6-цилиндровым двигателем, которая сохраняла заднемоторную компоновку и обладала собственной уникальной формой кузова, но была не менее чем в 1,5 раза дороже Porsche 356. Это грозило огромными финансовыми убытками компании, и Porsche предприняли попытку создать более дешёвую модель, чтобы хоть как-то скомпенсировать расходы на Porsche 911. В качестве одного из подобных вариантов была выпущена модель Porsche 912, в основу которой легли кузов модели Porsche 911 и 6-цилиндровый двигатель тип 616/36. При этом новая модель не обладала всем стандартным для Porsche оборудованием. Её стоимость составила 4700 долларов США против 6500 долларов за предыдущие образцы: производители надеялись, что продажи Porsche 912 составят свыше половины доли от всех продаж компании. Однако этот расчёт в итоге не оправдался: модель технически значительно проигрывала конкурировавшим с нею Chevrolet Corvette и Jaguar E-type и стоила всё ещё слишком дорого. Свою роль сыграли и требования США к импортируемым автомобилям на предмет объёма выбрасываемых выхлопных газов.
Генеральный менеджер Porsche Ферри Порше признал, что его компания тогда осознала необходимость расширения собственной программы при минимальных расходах, однако в одиночку она не могла этого добиться. Вариант создания нового проекта в сотрудничестве с другой компанией тогда казался наиболее целесообразным. Замысел этого проекта сводился к тому, чтобы создать автомобиль, который считался бы экономичным по меркам Porsche и элитным по меркам Volkswagen, а также не походил бы ни на одну из прежде выпущенных моделей.

### Дизайн автомобиля
В 1967 году Ферри Порше встретился с управляющим директором Volkswagen Генрихом (Хайнцем) Нордхоффом, обсудив с ним возможность создания недорогого спортивного автомобиля. Прежде обе компании уже сотрудничали друг с другом: Фердинанд Порше был автором дизайна модели Volkwagen Beetle, а в конструкции Porsche 356 присутствовали элементы производства Volkswagen. Между ними было заключено джентльменское соглашение, в соответствии с условиями которого Porsche должен был разработать новый спортивный автомобиль с двигателем Тип 4 от Volkswagen, а сборкой автомобиля занимался бы Volkswagen. Предполагалось, что новый автомобиль будет продаваться как под маркой Volkswagen, так и под маркой Porsche: в первом случае у автомобиля был бы двигатель от Volkswagen, во втором — двигатель от Porsche, но кузов был бы у обоих одинаковым. В том же году глава отдела разработок и исследований Porsche Фердинанд Пиех был назначен руководителем работ по проекту 914: к тому моменту он также занимался работой над гоночной моделью 917. Основной отличительной особенностью дизайна Porsche 914 было то, что внешне машина, как и задумывалось дизайнерами, действительно не походила ни на одну предыдущую модель Porsche или Volkswagen. Важную часть дизайнерских работ выполнил лично Пиех.
Во многих изданиях распространена версия, что внешний вид Porsche 914 был якобы скопирован с проекта спортивного купе, разработанного в 1966—1967 годах компанией Gugelot Design GmbH из Ной-Ульма, основателем которой был Ганс Гугелот. В частности, утверждается, что этот проект был создан Gugelot Design в партнёрстве с компанией Bayer и с применением технологий, разработанных совместно этими компаниями, а с подобным дизайном были ознакомлены представители некоторых автомобилестроительных компаний, в том числе Volkswagen и Porsche. Сторонники этой версии полагают, что внешний вид проекта Gugelot могли счесть подходящим для новой модели и Volkswagen, и Porsche без какого-либо «перекоса» в свою сторону. Однако эту версию происхождения дизайна Porsche 914 неоднократно опровергали, называя автором дизайна 914-й модели инженера Генриха Кли (нем. Heinrich Klie). По словам Михаэля фон Клодта, компания разработала пять вариантов дизайна 914-х, среди которых единогласно был выбран проект Генриха Кли, а внук Фердинанда Порше и автор дизайна модели Porsche 911 Фердинанд Александр «Бутци» Порше полагал, что внешний вид Porsche 914 был лишь немного схож с проектом Gugelot. Внешне проект 914 немного напоминал запущенную в массовое производство модель Lotus Europa. Одним из ключевых отличий модели Porsche 914 от проекта Gugelot было и то, что у Gugelot была не среднемоторная, а переднемоторная компоновка.

### Споры между Volkswagen и Porsche
Изначально предполагалось, что будут выпущены два варианта Porsche 914 — вариант с оппозитным-4 двигателем от Volkswagen и вариант с оппозитным-6 двигателем от Porsche. Однако в ходе работ руководство Porsche решило, что выпуск моделей Porsche и Volkswagen с одним и тем же кузовом был бы рискованным вариантом для североамериканского рынка. В ходе переговоров с Volkswagen они настояли на необходимости выпуска обоих вариантов в Северной Америке именно под названием Porsche. Глава Volkswagen Генрих Нордхофф предполагал, что новая модель может принести большую выгоду и Porsche, и Volkswagen. Первый прототип Porsche 914 был представлен 1 марта 1968 года. Однако 12 апреля того же года Нордхофф скоропостижно скончался. Его преемник Курт Лоц не имел никаких связей с династией Порше, и заключённое между компаниями соглашение о сотрудничестве фактически утратило силу.
По мнению Лоца, все права на машину принадлежали исключительно Volkswagen, и он не собирался допускать, чтобы она продавалась на рынке под брендом Porsche, поскольку был убеждён, что она окажется коммерческим провалом. Изначально планировалось, что сборку моделей будут осуществлять на заводе Volkswagen в Вольфсбурге, однако Лоц решительно выступил против этого, заявив, что заявленные объёмы производства моделей 914 не принесут большой прибыли. Было принято решение, что кузова для Porsche 914 будет выпускать компания Karmann, которая производила предыдущую модель Type 34 Karmann Ghia. Предполагалось, что Karmann будет заниматься сборкой моделей 914/4 и отправлять кузова 914 на заводы в Цуффенхаузен (Штутгарт), где уже Porsche будет собирать будущие модели 914/6. Однако изложенные Лоцем требования не ограничились этим: он поднял стоимость производства каждого кузова, который оплачивала Porsche, и потребовал пересмотреть условия продажи новых моделей. Всё это вызвало возмущение со стороны Ферри Порше.

### Соглашение между компаниями
В январе 1969 года после долгих споров между компаниями был заключён компромисс, который многие считают одним из наиболее странных в истории автомобилестроения. Было принято решение, что в Европе автомобиль будет продаваться на рынке обеими компаниями под брендом VW-Porsche 914 и только с оппозитным-4 двигателем. Роль дилера должна была играть компания Volkswagen-Porsche Vertriebsgesellschaft, образованная в апреле 1969 года. Доли компаний в этом предприятии были разделены поровну: от Porsche руководителем был Отто-Эрих Филиус, бывший вице-президент Porsche of America, от Volkswagen — Клаус Шнайдер. В связи с этим в прессе даже стали распространяться ошибочные слухи о грядущем объединении обеих компаний, которые вынуждена была опровергать сама Porsche, выпустившая специальный пресс-релиз. На рынке США, который считался наиболее важным для компании Porsche, машины могли продаваться под названием Porsche 914 без наличия каких-либо указаний на участие Volkswagen в разработке модели, но заниматься продажей должно было созданное совместно с Volkswagen предприятие Porsche+Audi: известно, что в 1964 году компания Volkswagen приобрела контрольный пакет акций Auto Union, благодаря чему сумела возродить выпуск автомобилей Audi под их прежней маркой. Одним из отличий между продаваемыми в США и Европе экземплярами было то, что только на американских экземплярах сзади над решёткой крышки двигателя размещались буквы PORSCHE, однако ни на одном из типов экспортируемых автомобилей название автомобиля не отображалось на носу.
Последовавший вскоре отказ Porsche от сотрудничества c Volkswagen привёл к тому, что стоимость нового шасси выросла многократно, а модель 914/6 стала стоить лишь на несколько сотен долларов меньше самой дешёвой модели Porsche 911. Ответственность за коммерческие неудачи Porsche возложила именно на Лоца. Тот ушёл из компании Volkswagen в сентябре 1971 года, уступив свою должность Рудольфу Ляйдингу, который вступил в должность 1 октября. Неудача с проектом 914 обернулась для Volkswagen ещё и настолько большими убытками, что в 1972 году компания Opel отобрала у Volkswagen лидерство в автомобильной промышленности ФРГ по объёму выпускаемой продукции.

## Общие характеристики

### Конструкция автомобиля

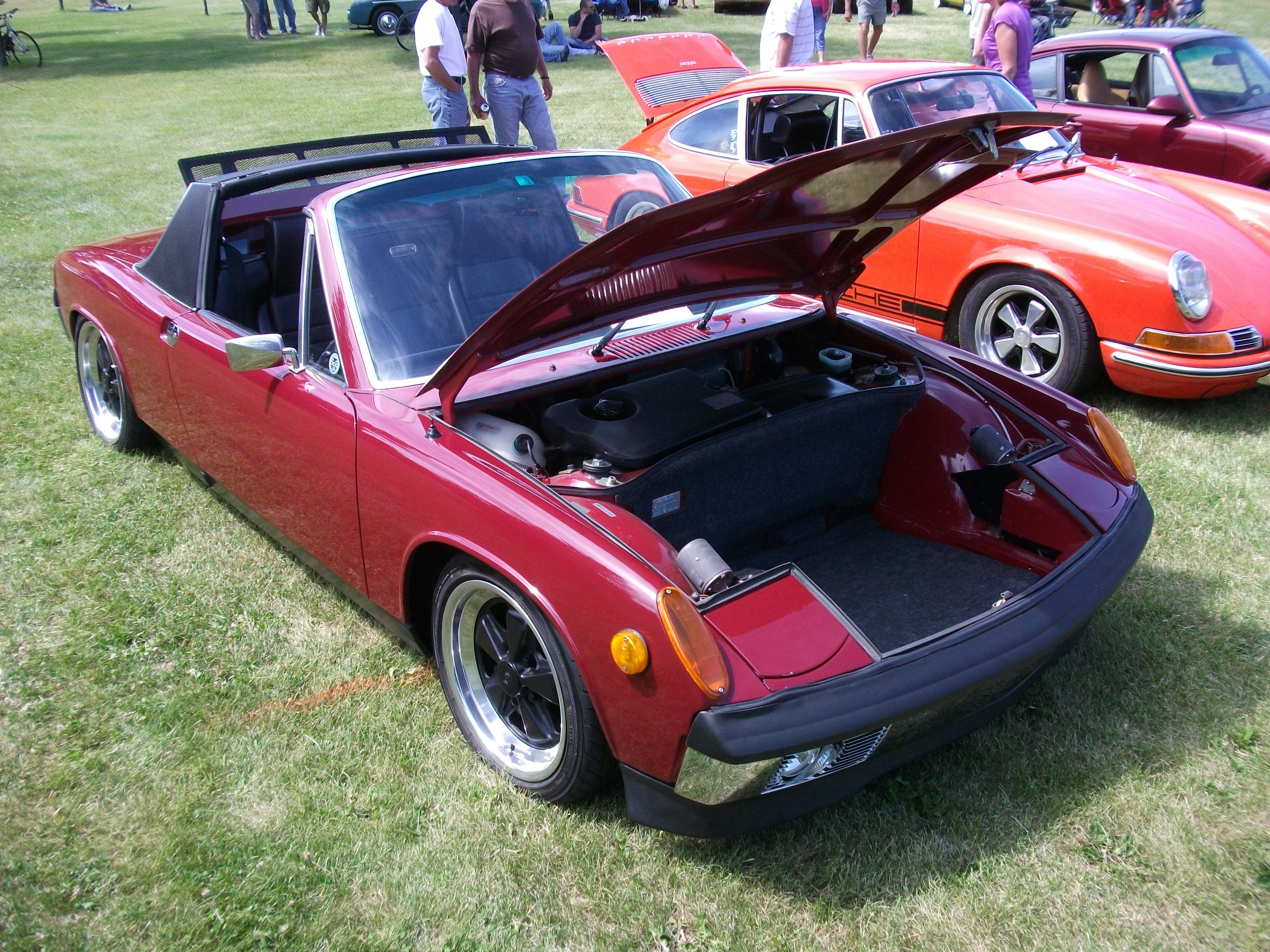
Porsche 914/6 1975 года выпуска с открытым передним багажным отделением

Автомобили Porsche 914 имели среднемоторную компоновку, предусматривавшую размещение двигателя в центре машины. Подобная компоновка встречалась у моделей 904, 906, 908 и 917 и обрела популярность в автоспорте благодаря лучшему распределению веса и низкому полярному моменту инерции. Известными примерами автомобилей со среднемоторной компоновкой в те годы были Lotus Europa, выпущенный в 1966 году, и Ferrari Dino 206GT, появившийся в 1967 году. Номинально распределение веса между передней и задней частями автомобиля составляло 45 на 55 или 46 на 54, однако в полностью заправленном топливом автомобиле оно было почти одинаковым. По сравнению с моделью Porsche 911, которая предусматривала четыре места (два спереди и два сзади), модель 914 была исключительно двухместной, что было также связано со среднемоторной компоновкой, не предусматривавшей достаточно свободного места позади водительских сидений. Однако при этом автомобиль предусматривал наличие сразу двух багажных отделений — переднего и заднего. В плане размеров кузов Porsche 914 был на 7 дюймов (178 мм) короче, чем у Porsche 911, а также на 1,5 дюйма шире и на 4 дюйма ниже (высота 1229 мм). Его колёсная база была на 7 дюймов больше. Масса Porsche 914 варьировалась в пределах 950 кг, что делало машину относительно тяжёлой для своих небольших габаритов, однако масса автомобилей подобной серии никогда не превышала 1000 кг. Дорожный просвет у первой модели 914/4 составлял 120 мм.
Кузов автомобиля, относившийся к типу «тарга», был одинаковым для всех 914-х моделей: его отличительной особенностью был съёмный жёсткий верх из стеклопластика, который мог храниться в заднем багажном отделении, повторявшем форму крыши автомобиля. В теории его можно было хранить и в переднем багажном отделении, но там обычно хранилась запасная шина. Объём переднего багажного отделения составлял 160 л, заднего — 210 л. Благодаря шести поперечным перегородкам и двум продольным балкам кузов обладал в целом примерно такой же структурной жёсткостью, как и 911-е модели, но превосходил в этом плане 911 Targa. Поскольку у автомобиля был низкий нос, для соответствия американским требованиям о минимальной высоте фар в конструкцию автомобиля были включены поднимающиеся фары: изначально внутри фар устанавливались лампы накаливания, однако позже стали выпускаться модели и с галогенными лампами H-4 (в США их использование в автомобилях тогда ещё было запрещено). Передняя часть кузова была заимствована у VW 411. По оценке Йоханна Вентера из журнала GT Porsche, визуально модель Porsche 914 была схожа с автомобилями Fiat 850 Spider и Fiat X1/9. Шасси для автомобилей Porsche 914 выпускались на заводах компании Karmann, которая либо завершала ту работу, которую начал Volkswagen, либо доставляла шасси на заводы Porsche для осуществления заключительной сборки всей конструкции. Разработчик шасси для 914-й модели — инженер Porsche Гельмут Ботт.
На первых моделях, выпускавшихся под индексом 914/4, устанавливался заимствованный у VW 411 4-цилиндровый двигатель воздушного охлаждения: первые образцы имели объём 1679 см³ и мощность 80 л. с.. Двигатель в моделях 914 был небольших размеров и с лёгкостью размещался в промежутке между кабиной и задней осью автомобиля, перед механической 5-скоростной коробкой передач типа 901, заимствованной у Porsche 911 1969 года выпуска и сконфигурированной специально для среднемоторных спортивных автомобилей. На всех моделях Porsche 914 также присутствовала система впрыска топлива, причём двигатель 914-й модели стал первым серийным двигателем с подобной системой. Позже стала выпускаться версия 914/6, на которой устанавливался более мощный 6-цилиндровый двигатель. Объём выпускаемых двигателей разнился от 1679 до 1991 см³, мощность составляла от 69—70 до 217—220 л. с. в зависимости от типа двигателя.
Как и в моделях Porsche 911, установленная на 914-х моделях 5-скоростная МКПП относится к коробкам передач с раскладом переключения типа «dogleg», однако трэнсаксл в 914-й модели был перевёрнут по сравнению с 911-й моделью. Трансмиссия была совместима как с 4-цилиндровыми, так и с 6-цилиндровыми двигателями. Вместо традиционных барабанных тормозов VW 411 сзади были установлены дисковые тормоза диаметром около 280 мм (11,05 дюйма) — подобные дисковые тормоза устанавливались на все варианты Porsche 914. Подвеска была одинаковой у всех выходивших моделей: передняя торсионная подвеска Макферсона, заимствованная у Porsche 911 и задняя независимая на полупродольных рычагах со спиральными пружинами. Объём топливного бака составлял 62 л.

### Оценка автомобиля

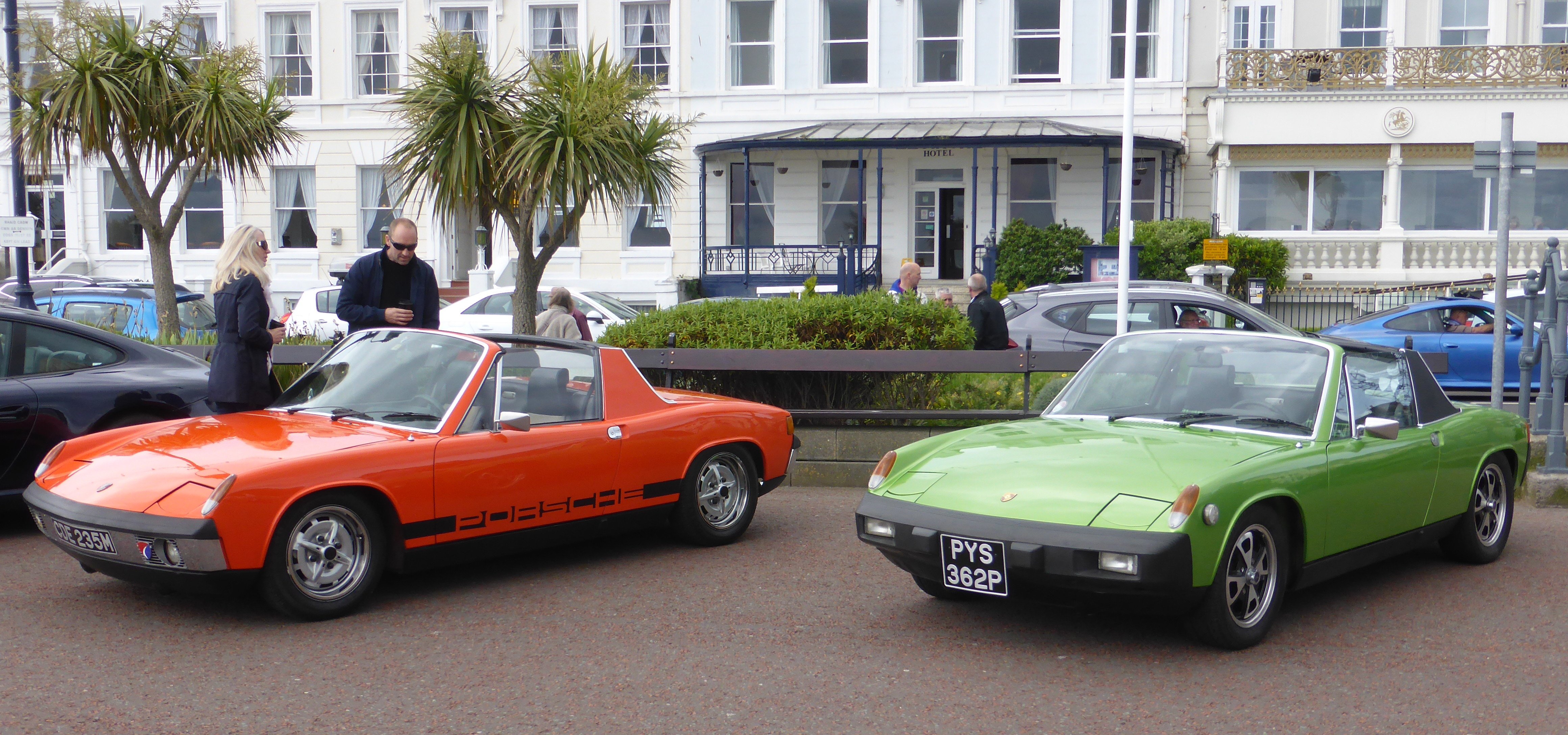
Две модели Porsche 914 — 1.8 (1973 год выпуска) и 2.0 (1976 год выпуска)

Идея автомобиля с дизайном, отличавшимся от модели 911, и среднемоторной компоновкой казалась в конце 1960-х годов чем-то невероятным. В автомобильных журналах модель 914 подвергали разгромной критике, которая была связана с совместным участием Volkswagen и Porsche в разработке проекта: иногда встречались мнения, что автомобиль не имел никакого отношения ни к Porsche, ни к Volkswagen в принципе; другие критики утверждали, что попытка объединить сильные стороны двух компаний обернулась провальной моделью, которая вобрала в себя детали худших проектов Volkswagen. Дело доходило до того, что владельцев Porsche 914 не принимали в американские клубы автолюбителей Porsche, не признавая модель 914 относящейся к семейству Porsche. При этом в отношении модели Porsche 356, в составе которой было достаточно много деталей производства Volkswagen, подобные клубы претензий не предъявляли. Как и другие машины со среднемоторной компоновкой (в том числе Lotus Europa и Toyota MR-S), Porsche 914 критиковалась за неприемлемый для спортивного автомобиля дизайн: Тим Саддард писал, что кузов автомобиля за форму называли «обтёсанным как бревно» (англ. squared-off), а за внешность называли его «тяни-толкай» (англ. push-me-pull-you) Использованные при изготовлении материалы и качество самих элементов в целом оставляли желать лучшего: владельцы автомобилей жаловались на то, что дверные замки и замки багажных отделений либо замерзали, либо заклинивали; бамперы попросту отваливались, а фары иногда не поднимались. Хотя ручки дверей были изначально устойчивы к усталости металла, иногда производители в целях экономии изготавливали эти ручки из дешёвого и некачественного материала.
В то же время управляемость модели, по оценкам современников, была отличной для спортивного автомобиля: свою роль в этом сыграла среднемоторная компоновка, которая избавила модель 914 от виляния задом, характерного для моделей с заднемоторной компоновкой. Наличие двух багажных отделений позволило назвать Porsche 914 одним из лучших двухместных родстеров с точки зрения комфортабельности: внутри самой машины было достаточно свободного пространства по сравнению со многими американскими и японскими машинами. Педали доставали до пола, как в моделях Porsche 911 и Volkswagen Käfer, но ощущались водителем уверенно. Обзор с водительского места был хорошим, слепых зон почти не было. Датчики и приборы на доске были схожи с традиционными датчиками Porsche и легко воспринимались, если их не перекрывал слишком маленький руль. Само рулевое управление с реечной передачей без усилителя руля было хорошим, вибрация почти не наблюдалась: о машине говорили, что на поворотах она «гнала, как по рельсам». По итогам 1970 года Porsche 914 был признан лучшим импортным автомобилем по версии американского журнала Motor Trend.
Из технических проблем выделялись слабый двигатель, не позволявший в полной мере относить Porsche 914 к спортивным автомобилям по характеристикам; слишком длительный разгон до 100 км/ч на первых образцах и неудобный процесс переключения передач. Проблемы с двигателем и коробкой передач были исправлены только после выхода новой модели Porsche 914 2.0, в которой присутствовали и более мощный двигатель объёмом 2 л, и модифицрованная трансмиссия. Из других недостатков было размещение аккумулятора над топливопроводами, которое грозило возникновением пожара в случае малейшего отказа батареи (в том числе по причине ржавчины): для возгорания достаточно было попадания одной капли кислоты на топливопровод или падения аккумулятора на него. Во избежание подобной катастрофы владельцы машин стали заменять заводские элементы топливопроводной системы на изготовленные из нержавеющей стали. Начиная с 1975 года, завод-производитель Porsche изменил схему размещения топливного насоса и трубок, которой последовали и другие владельцы. Топливный насос был перенесён в более прохладное место, подальше от двигателя, чтобы снизить вероятность возникновения паровой пробки (её возникновение в сильную жару было одним из недостатков Porsche 914). Пресса отмечала также высокий уровень шумов у двигателя 914-й модели по сравнению с 911-й моделью и возникавшие при движении скрип и скрежет, но эту проблему, в отличие от 356-х и 911-х моделей, на 914-й особо не стремились решить. Сиденья в автомобиле также критиковались, поскольку были слишком «плоскими». В целом по ряду параметров автомобиль Porsche 914 считался слабым, уступая даже Porsche 912.

### Изменения в конструкции

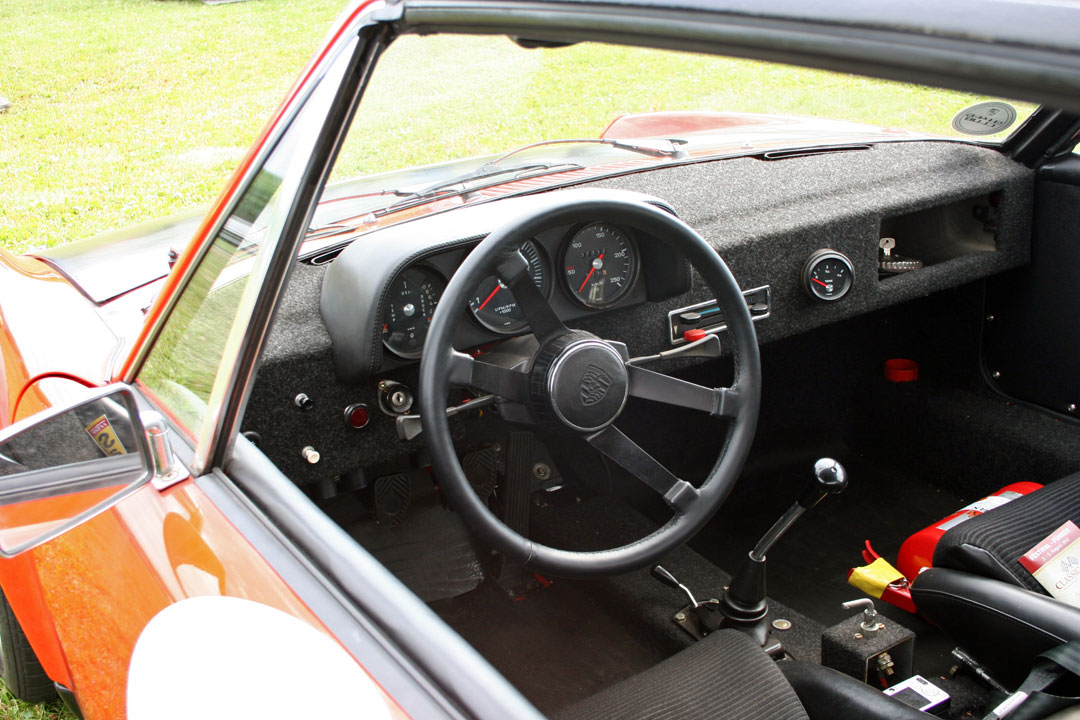
Оформление салона Porsche 914/6 на выставке Classic Days Schloss Dyck, 2012 год

С момента выхода первой модели 914 в конструкцию и дизайн модели постоянно вносились изменения. На первых моделях устанавливались жёстко закреплённые пассажирские сиденья и съёмная подставка для ног, но с 1972 года в новых моделях пассажирское съёмное сиденье уже было подвижным, также претерпела изменения и система вентиляции. В некоторых моделях устанавливались кресла Recaro — точно такие же, как на BMW M1. Модели 914/4 и 914/6 продавались иногда со специальными наборами, предусматривавшими дополнительные аксессуары: в сентябре 1971 года покупателям предлагался пакет M485 для моделей 914/4 (650 долларов США) и 914/6 (799 долларов США), который предусматривал установку литых под давлением дисков типа 5.5J x 15 (ширина 5,5 дюймов, диаметр 15 дюймов). Для модели 914/4 в этот пакет включались шины типа 165 SR 15, для 914/6 — типа 165 HR 15. Для обоих вариантов предлагались пакеты M433 с галогенными фарами H3 (28 долларов), M571 с противотуманными огнями (50 долларов), M570 с возможностью установки третьего переднего сиденья в автомобиль (45 долларов), M166 с ремнём безопасности в дополнение к третьему сиденью (50 долларов) и M549 с трёхточечными ремнями безопасности (111 долларов). В некоторых каталогах третье сиденье указывалось как «детское кресло». Позже для моделей 914/4 стали предлагаться наборы Appearance Group (Европа) и S-pack (США), которые содержали все аксессуары, характерные только для 914/6, а набор M471 позволял даже доработать 914/6 до уровня гоночного варианта 914/6 GT. Многие изменения носили косметический характер: по заказу покупателя можно было как выбрать цвет кузова из имеющихся в списке, так и заказать собственную раскраску за дополнительную плату.
Некоторые детали автомобиля стали изготавливаться из пластика с целью экономии: к таковым относились эмблемы на заднем багажном отделении и форсунки омывателя ветрового стекла (последние ранее изготавливались из алюминия). Начиная с середины 1973 года, элементы вокруг передних фар были не белого, а чёрного цвета. По требованию американских регулирующих органов на модели 914 тогда же стали устанавливаться резиновые бамперы с обеих сторон. Использовавшееся во всех моделях 914 рулевое колесо было заимствовано у Porsche 911: оно изготавливалось из жёсткой резины, но иногда по запросу покупателей в комплектацию включалась оплётка из искусственной кожи. Спидометры и одометры вместе с элементами обогрева были схожи с теми, что использовались в Porsche 911, а отдельные кнопки и переключатели приборной доски были взяты у Volkswagen. В 1975 году в комплектации Appearance Group для американского рынка присутствовали рулевое колесо с логотипом Porsche в центре и оплёткой из искусственной кожи (в европейских моделях в центре рулевого колеса изображался логотип Volkswagen); приборная панель с часами, датчиком температуры и вольтметром; кожаный чехол для рычага переключения передач; двухтонный автомобильный гудок и передние противотуманные фары. В комплектацию Perfomance Group входили литые диски производства фирмы Mahle, элементы каркаса безопасности и передний спойлер. Предельные значения на спидометрах и одометрах также отличались: так, на приборной доске модели 914/6 показывались значения от 800 до 8000 оборотов двигателя в минуту и значения скорости до 150 миль/ч (241 км/ч); на этой же доске рядом находились датчики температуры масла и уровня топлива.

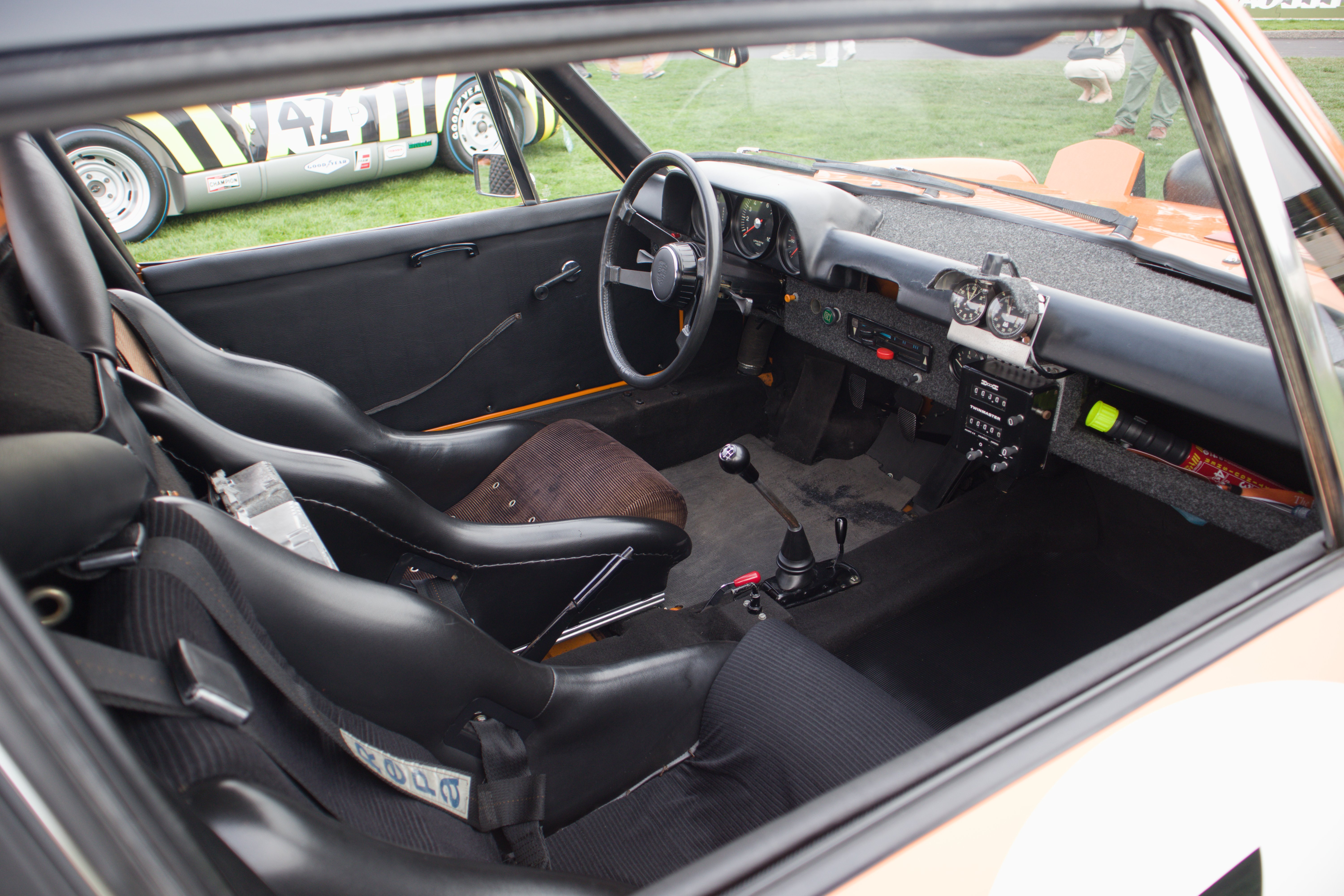
Оформление салона Porsche 914/6 на конкурсе автомобилей в Пеббл-Бич, 2023 год

Ряд изменений в конструкции был связан с повышением уровня безопасности. Первые образцы 914 выпускались со встроенными передними и задними бамперами, которых в проекте Gugelot, зачастую ошибочно отождествляемым с Porsche 914, изначально вообще не было. Ещё одним отличием Porsche 914 от этого проекта были внедрённые в переднюю и заднюю части автомобиля элементы каркаса безопасности, позволявшие смягчить последствия столкновения с каким-либо препятствием. С момента выхода модели 914/6 на неё устанавливались хромированные бамперы; с 1972 года спереди устанавливались дополнительные малые бамперы (англ. bumperettes), а с 1973 года они добавлялись также и сзади: по мнению владельцев авто, эти дополнительные бамперы выглядели ужасно. С 1975 года на модели стали устанавливаться новые тяжёлые резиновые бамперы. Важным нововведением в конструкции Porsche 914 стали появившиеся стабилизаторы поперечной устойчивости, которые значительно улучшили управляемость автомобиля. Особенно это было хорошо заметно на модели 914/6, управляемость которой выросла благодаря наличию подобных стабилизаторов и шин более высокого профиля. Диаметр стабилизатора для передней подвески составлял 15 мм, для задней — 16 мм на всех моделях Porsche 914. Состоялся переход от «хвостового переключателя» (англ. tail shifter) к «бортовому переключателю» (англ. side shifter) коробки передач в 1973—1976 годах, что ускорило переключение передач.
В связи с большими расходами на производство все модели Porsche 914 выпускались только с левым рулём. Известно, что британская компания Crayford Auto Develompent могла переделать модель в «праворульную» специально для британских дорог: эта услуга стоила от 550 до 631 фунта стерлингов. В целом вне зависимости от сервиса модификация автомобиля под правый руль стоила очень дорого, и это сказалось на продажах моделей 914 в Великобритании, Японии, Австралии и других странах с левосторонним движением. В частности, услугами Crayford Auto Development воспользовались владельцы только 11 автомобилей, среди которых не было ни одной модели 914/6. Помимо модификации под правый руль в Crayford Auto Development компания могла также дополнительно установить новую приборную доску, перенести ручной тормоз направо (изначально он находился слева от водительского места), установить новый топливный бак, новые элементы каркаса безопасности, водительское и пассажирское сиденья. Общая стоимость всех этих услуг достигала 2891 фунта стерлингов.

## Характеристики по моделям

### Porsche 914/4

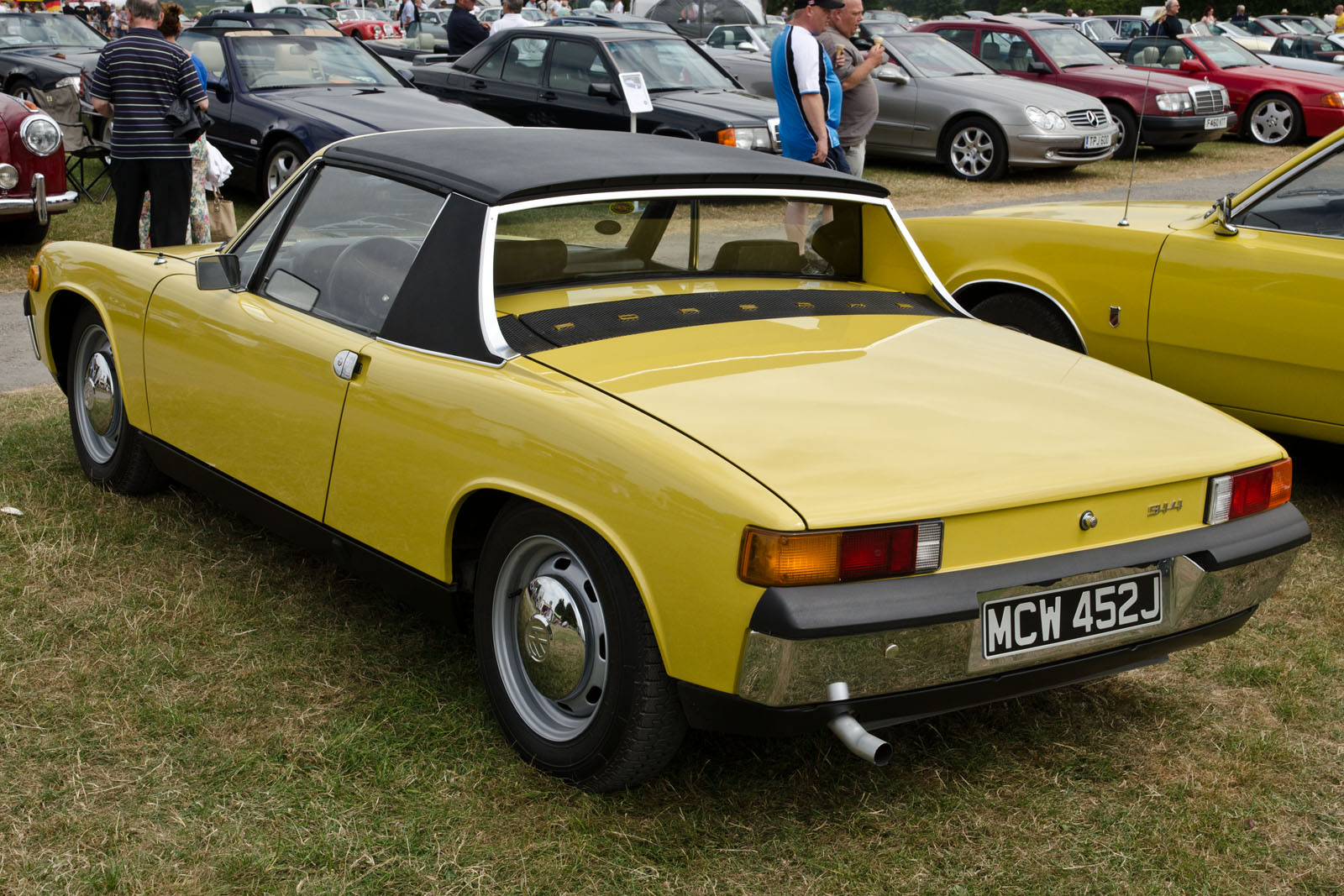
Porsche 914, модель 1970 года выпуска

В самом начале производства выпускались две модели Porsche 914 — модель 914/4 и модель 914/6. Модели 914/4 оснащались 1,7-литровым оппозитным 4-цилиндровым двигателем Тип 4, заимствованным у седана Volkswagen 411. Этот двигатель серии W имел объём 1679 см³ (или 1,7 л), номинально относился к верхнеклапанным двигателям и позволял развивать мощность до 80 л. с. при 4900 оборотах двигателя в минуту. Он был оснащён электронной системой впрыска топлива Bosch D-Jetronic и системой воздушного охлаждения. По мнению обозревателей автомобильной прессы, этот двигатель считался маломощным, а выпущенная модель 914/4 в целом в плане дизайна и управления, с точки зрения той же прессы, не имела никакого отношения к моделям Porsche. На этой модели были установлены 5-ступенчатая МКПП и дисковая тормозная система, в конструкции которой были ступицы с 4 отверстиями каждая. Согласно Карлу Людвигсену, диаметр тормозов на первых моделях 914/4 достигал почти 282 мм (11,1 дюйма). В целом в первых моделях Porsche 914/4 присутствовали отдельные детали производства как Porsche, так и Volkswagen. Что касается дизайна, то на модели 914/4 могли устанавливаться 15-дюймовые стальные диски производства Volkswagen (до 1973 года к ним прилагались хромированные колпаки), Pedrini, Mahle или Fuchs (ступица на 4 болтах).
Данные о времени разгона до 100 км/ч различаются в зависимости от источника. Так, издание Autozine утверждало, что время разгона 914/4 с двигателем объёмом 1,7 л составляло 12 с (оно же указывало время 12,4 с по версии Motor Trend), а максимальная скорость этой модели составляла 177 км/ч: подобные скоростные характеристики считались хорошими для моделей Volkswagen, но абсолютно не удовлетворяли требованиям, выдвигаемым для Porsche. По данным журнала Motor Sport, разгон автомобиля до 100 км/ч достигался за 14,6 с, а максимальная скорость была около 164 км/ч. В 2012 году Патрик Джордж писал, что у первых экземпляров 914/4 разгон до 100 км/ч осуществлялся в течение 13 секунд, что было крайне неудовлетворительным по меркам водителей. Журнал Road & Track указывал, что разгон модели 914/4 до 97 км/ч занимал 14 с, а максимальная скорость достигала 175 км/ч. В целом скоростные показатели Porsche 914 были ещё хуже, чем у модели Porsche 912.
У этой модели были также серьёзные проблемы с трансмиссией: хотя переключение передач должно было быть крайне осторожным и плавным, водителю было крайне неудобно держать рукоять переключения во время поездки, и с этой точки зрения Porsche 914 проигрывал модели Mazda Miata. По мнению журналиста Тима Саддарда и некоторых иных представителей автопрессы, именно проблема при переключении передач была недостатком, который перечёркивал все достоинства первых экземпляров 914-й серии. Считается, что у первых моделей рычажный механизм переключения передач соединялся непосредственно с той частью трансмиссии, которая находилась в задней части автомобиля. Ещё одной проблемой, по мнению того же Саддарда, была поворачиваемость модели 914 в стандартной комплектации (проблемы как избыточной, так и недостаточной поворачиваемости), хотя в рекламных буклетах утверждалось, что перегрузки при повороте были даже выше, чем на моделях 911. Сохранившиеся модели 914/4 могут быть как доработаны с целью увеличения мощности уже имеющегося двигателя, так и переделаны под 6-цилиндровый двигатель, что решало бы проблему поворачиваемости.
Несмотря на первоначальные недостатки, автомобиль 914/4 в целом в годы производства продавался хорошо. Выпуск модели 914/4 осуществлялся с 1970 по 1972 годы: на рынке этот вариант, по данным Аарона Северсона, был впервые представлен в феврале 1970 года, а его сборка осуществлялась в Оснабрюке. На момент выхода стоимость модели составляла 12 тысяч немецких марок против 30 тысяч за Porsche 911 2.2 S. В связи со слабыми характеристиками машины её дальнейшие продажи пошли на спад: по цене 914/4 можно было приобрести два экземпляра Volkswagen Beetle с двигателем объёмом 1,5 л, также дешевле обходился и Volkswagen Karmann-Ghia.

### Porsche 914/6

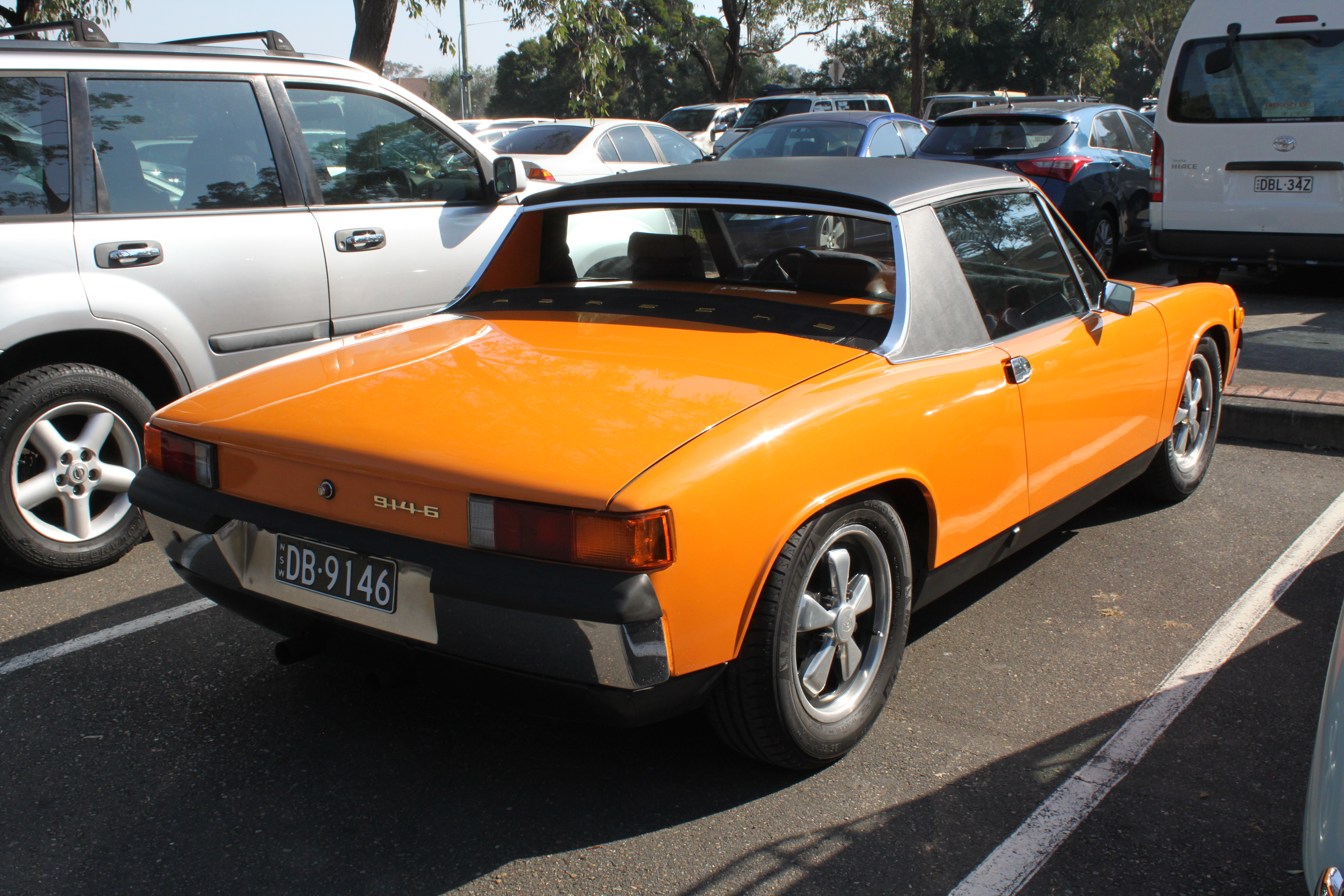
Porsche 914/6, модель 1970 года выпуска

Модель Porsche 914/6 вышла через некоторое время после появления 914/4 на мировом рынке. Сухая масса новой модели составляла 900 кг, а при установленном 6-цилиндровом двигателе достигала 940 кг. Porsche 914/6 был оснащён мощным оппозитным 6-цилиндровым двигателем объёмом 1991 см³ (2,0 л), заимствованным у модели Porsche 911T 1969 года выпуска. Это был двигатель типа 901 с воздушным охлаждением, считавшийся самым маломощным в серии оппозитных-6 двигателей Porsche. Его поршни подверглись переработке, что обеспечило достижение степени сжатия 8,6:1. Он был сконструирован как спортивный двигатель с верхними распредвалами, двумя трёхкамерными карбюраторами Weber 40 IDT 3V и высокомощной конденсаторной системой зажигания. Мощность двигателя составляла 110 л. с. при максимуме в 5800 оборотов в минуту. В отличие от моделей Porsche 911S и 911L, стволы цилиндров оппозитного-6 двигателя были выполнены не из сплава железа и алюминия, а полностью из железа. В нём также был уменьшен ход кулачка и улучшены временные характеристики. Диаметр диффузора в карбюраторах типа Weber 40IDT3C составлял 27 мм, что было меньше по сравнению с карбюраторами других двигателей: это также привело к уменьшению диаметра выхлопной трубы. Двигатель в модели 914/6 не менялся даже после того, как с 1970 года на модели 911T начал устанавливаться двигатель объёмом 2,2 л. Стоимость подобной модели 914/6 была примерно равна стоимости 911T с двигателем 2,2 л, обладавшим большей мощностью в виде 125 л. с.. Использование подобного мощного двигателя, по планам Porsche, должно было доказать, что модель 914/6 справедливо относят к спортивным автомобилям.
На модели Porsche 914/6 устанавливалась 5-ступенчатая МКПП типа 914/01. Журнал Road & Track приводил следующие данные по максимальным скоростям на каждой передаче: 53 км/ч на первой передаче, 91 — на второй, 131 — на третьей, 168 — на четвёртой, 197 — на пятой. Четыре образца были выпущены с экспериментальной 4-ступенчатой полуавтоматической коробкой передач Sportomatic — по сути механической коробкой с гидравликой, которая обеспечивала переключение передач, но при этом в машинах со Sportomatic не было педали сцепления. Согласно всё тому же журналу Road & Track, трансмиссия Sportomatic предусматривала шесть положений для рукояти переключения передач — P (паркинг, парковочная блокировка), R (задний ход), L (первая передача, движение по крутым склонам), D (вторая передача, для движения в городе), D3 и D4 (третья и четвёртая передачи соответственно). В модели 914/6 использовалась дисковая тормозная система, заимствованная у Porsche 911: диаметр передних тормозных дисков составлял около 282 мм (11,12 дюйма), задних — 285 мм (11,25 дюйма). У моделей 914/6 были меньшие передаточные числа и более сильные тормоза, что должно было компенсировать возросшую массу машины и мощность 6-цилиндрового двигателя. Замок зажигания располагался слева от рулевого колеса; также у машины были колёса с пятью гайками. Тормозная система включала в себя ступицы с 5 отверстиями каждая. В первых моделях Porsche 914/6 также присутствовали отдельные детали и элементы, выпущенные как Porsche, так и Volkswagen. Салон автомобиля был достаточно широким и просторным, с плоским полом. Предусматривалась установка 15-дюймовых стальных колёс производства Mahle или Fuchs, а позже стала возможной установка 14-дюймовых дисков с полнопрофильными шинами для более комфортной езды. Колпаки для дисков и ободы были заимствованы у модели 911. Ещё одним отличием 914/6 от модели 914/4 было наличие электрических стеклоомывателей.
Модифицированная модель с двигателем объёмом 2,0 л могла развивать скорость 128,75 км/ч (80 миль/ч) или 144,84 км/ч (90 миль/ч), сохраняя управляемость и не испытывая проблем при переключении передач; проблемы с поворачиваемостью устранялись путём установки передней 22-мм подвески Weltmeister. Разгон до 100 км/ч эта модель осуществляла за 8,7 с. По данным журнала Road & Track, модель 914/6 разгонялась до 100 км/ч за те же 8,7 с и развивала максимальную скорость до 198 км/ч (124 миль/ч). Издание Autozine утверждало, что время разгона до 100 км/ч не превышало 9 с, а максимальная скорость достигала 201 км/ч (125 миль/ч). По данным журнала Motor Sport, разгон до 100 км/ч занимал 8,3 с, а максимальная скорость достигала почти 198 км/ч. В целом журналисты высоко оценивали управление моделью 914/6 и её скоростные характеристики, отмечая, что управление у неё было даже лучше, чем у 911-й модели на максимальных скоростях. Эта модель, в отличие от моделей 914 с 4-цилиндровым двигателем, лучше соответствовала стандартам спортивного автомобиля. При наличии системы кондиционирования и качественной трансмиссии, по мнению Тима Саддарда, в плане управляемости 914-я не уступала ни Mazda Miata, ни Toyota MR2 Spyder. Отмечалось, что для осуществления поворота не требуется сильно поворачивать рулевое колесо, а основное преимущество автомобиля заключается не в скорости движения по прямой, а в умении преодолевать подъёмы. Каркас безопасности во время езды почти не ощущался. Однако интерьер салона, несмотря на все свои достоинства, называли «мрачным»: разнообразные текстуры в совокупности с чёрным винилом создавали «похоронные» ощущения. К тому же рукоять переключения передач даже при осторожном переключении могла шататься, а иногда имели место и случайные перескоки на другую передачу.
Выпуск модели 914/6 осуществлялся с 1970 по 1972 годы. Сборка автомобилей с 6-цилиндровым двигателем, в отличие от 4-цилиндровых моделей, осуществлялась не на заводе Volkswagen в Вольфсбурге, а на заводе Porsche в Цуффенхаузене. Однако сборка и продажа моделей 914/6 застопорилась из-за несоответствия цены и качества: в первый год выпуска было собрано всего 2657 экземпляров при том, что планировалось продать как минимум 6 тысяч во всём мире, а годом позже было собрано всего 229 экземпляров. Стоимость модели 914/6 была на 70 % выше, чем стоимость любой модели 914 с 4-цилиндровым двигателем, но по ещё более низкой цене продавались и новая модель Porsche 911T с двигателем объёмом 2,2 л, и Chevrolet Corvette с более мощным двигателем LT-1, и Datsun 240Z, развивавший те же показатели и стоивший даже меньше, чем маломощная 914/4. В Великобритании Porsche 914/6 стоил в полтора раза больше, чем Jaguar E-type, причём машину ещё и необходимо было переделывать под левостороннее движение: стоимость этой доработки была в три раза больше разницы между стоимостью Porsche 914/6 и Porsche 911T, поскольку последний выпускался и в комплектации с правым рулём.
Одна из идей Porsche, сводившаяся к установке на модель 914/6 нового двигателя объёмом 2,4 л, была одобрена американцами: автомобили с новым движком должны были поступить в продажу в США в 1972 году. Однако эту идею так и не удалось реализовать. Незадолго до конца производства прекратился выпуск моделей с коробкой передач Sportomatic, а заказ новых моделей стал доступен только для США. Производство 914/6 окончательно прекратилось в октябре 1972 года в пользу новой модели 911 с 4-цилиндровым двигателем объёмом 2,0 л и мощностью 91 л. с.. Из 6 тысяч экземпляров Porsche 914/6, которые рассчитывали продать производители, было продано лишь чуть больше половины.

### Porsche 914 1.7

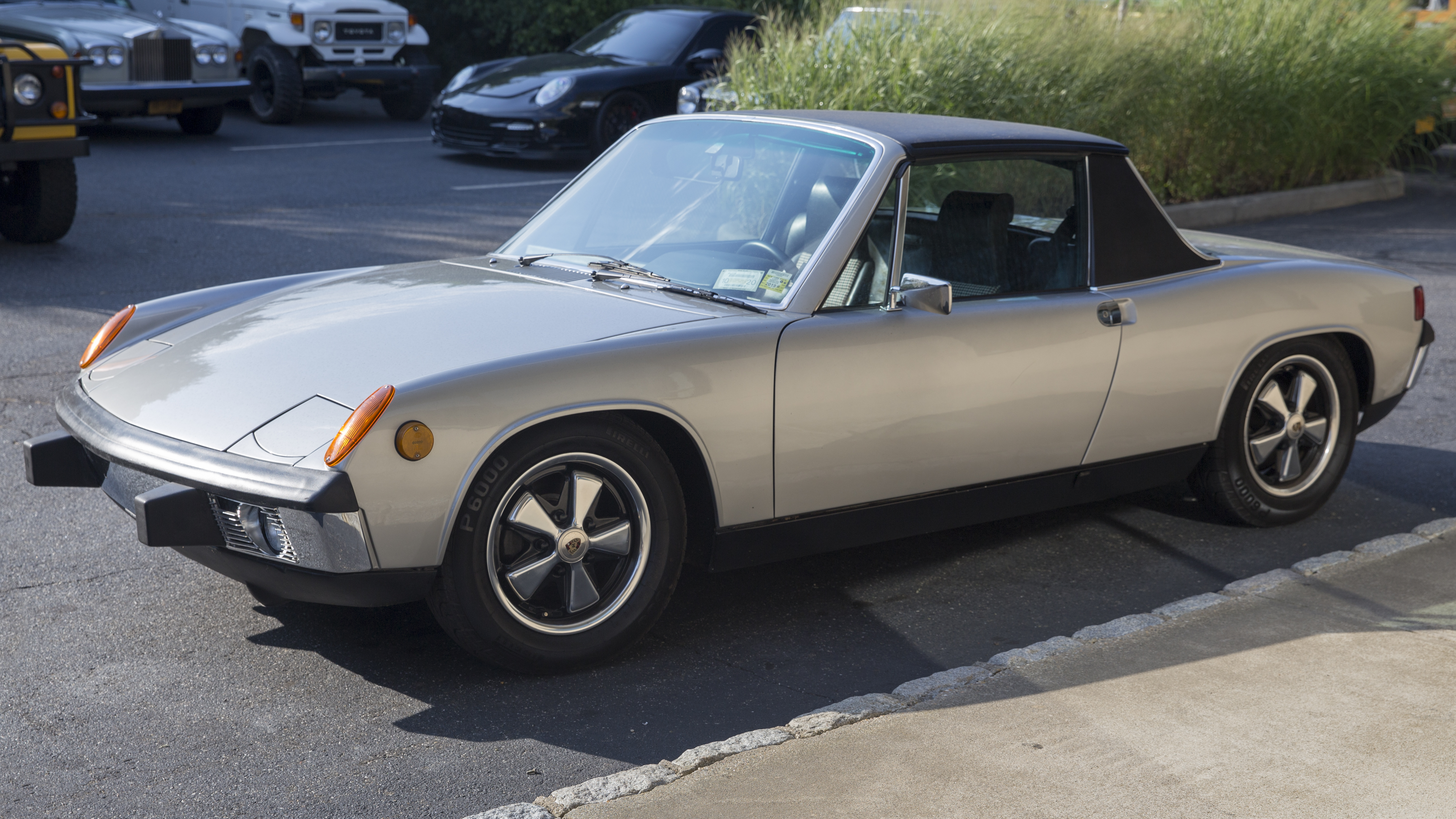
Porsche 914 1.7, модель 1973 года выпуска

Модель Porsche 914 1.7 была выпущена в 1973 году и по характеристикам немного превосходила модель 914/4. Основу её движка составлял 4-цилиндровый двигатель объёмом 1679 см³. Её выпустили, чтобы обеспечить допуск моделей 914 на американский рынок в условиях жёстких требований к автомобилям по выбросам выхлопных газов в атмосферу. Для соответствия этим требованиям двигатель объёмом 1,7 л был специально переработан, получив обозначение EB72: степень сжатия в этом двигателе была снижена с 8,2:1 до 7,3:1, что обернулось снижением мощности с 80 до 72 л. с. и соответствующим уменьшением крутящего момента.
Чтобы снять претензии критиков к трансмиссии, Porsche также установила новую коробку передач типа 914/12, которая считалась упрощённой по сравнению с предшественниками: ещё до выпуска модели 914 1.8 производители заявили о намерении решить проблему с трансмиссией. В частности, модель 914 1.7 продавалась в Калифорнии. На смену этой модели, выходившей в течение всего 1973 года, пришла чуть более мощная модель 914 1.8 с двигателем объёмом 1795 см³.

### Porsche 914 2.0

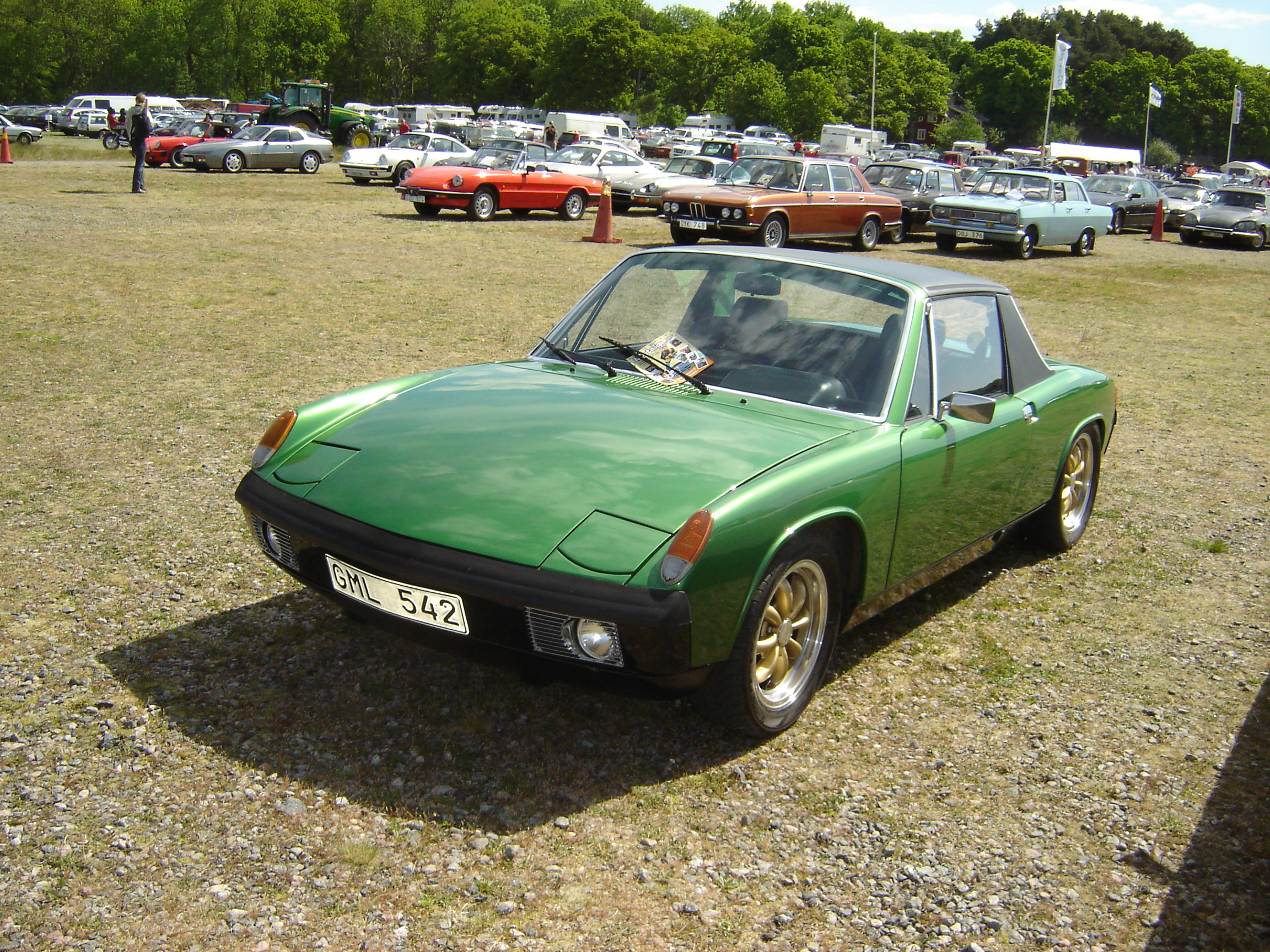
Porsche 914 2.0

В 1973 году вышел новый вариант Porsche 914 2.0 с новым оппозитным-4 цилиндровым двигателем Тип 4 производства Volkswagen, имевшим объём 2 л (1971 см³) и оснащённым системой впрыска топлива. Мощность двигателя достигала 100 л. с. у европейских вариантов (двигатель типа GB100) и 95 л. с. у американских вариантов (двигатель типа GA95). Отличие этого двигателя заключалось в том, что его сборкой занимались исключительно инженеры Porsche, взявшие за основу двигатель VW объёмом 1,7 л и значительно переработавшие его. Позже мощность двигателя 2.0 снизили до 88 л. с., чтобы удовлетворять американским требованиям в вопросе экологической безопасности. Разгон до 100 км/ч достигался за 10 с. В кривошипно-шатунных механизмах были установлены новые кривошипы и новые стальные шатуны, впускные и выпускные клапаны выросли на 3 мм, также были увеличены впускные и выпускные отверстия.
Как и в модели 914 1.7, в модели 914 2.0 использовалась новая 5-ступенчатая механическая коробка передач типа 914/12. Критики, дежурно высказываясь по поводу проблем с трансмиссией на 914-х моделях, отметили, что новая коробка передач модели 914 2.0 была лучше своих предшественников: в ней не было традиционных проблем, преследовавших весь модельный ряд 914. Новый механизм переключения передач соединялся с трансмиссией в точке, которая находилась ближе к передней части автомобиля, благодаря чему переключение передач стало более плавным. Автомобильная пресса высоко оценила 914 2.0, прежде всего выделяя в автомобиле мощный двигатель и отмечая, что именно с этой модели следовало бы начинать всю серию 914. Дисковая тормозная система также работала безотказно. Внешний вид машины отличался наличием передних бамперов с резиновым покрытием, а также улучшенными управляемостью и комфортабельностью, что сказалось на росте продаж. В комплектацию входили легкосплавные диски 5.5J × 15 (ширина 5,5 дюймов, диаметр 15 дюймов) производства Mahle, Pedrini или Fuchs; обтянутый кожей рычаг переключения передач, удобный бардачок между сиденьями, стабилизаторы поперечной устойчивости и приборная доска с часами, вольтметром и датчиком температуры масла. Отличную управляемость обеспечивали полностью независимая подвеска и усилитель руля.
Выпуск модели 914 2.0 осуществлялся с 1973 по 1976 годы, и её продажи оставались достаточно высокими вплоть до выхода Porsche 924. В 1973 году для съёмок рекламного ролика Porsche 914 2.0 потребовалось задействовать гоночный вариант Porsche 914/6 GT, из которого вели съёмку. Ролик был снят на гоночной трассе Нюрбургринг, на её традиционном длинном участке Нордшляйфе (нем. Nordschleife). В целом модель 914 2.0 по характеристикам намного превосходила своего предшественника 914 1.7, но при этом была лишь немного дороже, будучи при этом намного дешевле модели 914/6. При массе примерно в 952,5 кг она в теории могла бросить вызов сильнейшим спортивным автомобилям Великобритании и Италии, однако даже с современным двигателем от Volkswagen значительно проигрывала таким моделям, как Fiat 124 Spider, Alfa Romeo Spider, Lotus Elan Sprint и Datsun 240Z. В целом модель удостоилась положительных отзывов от автомобильной прессы, которая нередко называла её лучшей в модельном ряде 914-х.
В 1975 году состоялись скоростные испытания модели 914 2.0, которая стала тяжелее в связи с установкой разных дополнительных аксессуаров (снаряжённая масса автомобиля для этих испытаний достигла 1000 км). Официальные итоги испытаний были следующими: модель с двигателем 2,0 л разгонялась до 100 км/ч за 12 с и развивала максимальную скорость 180 км/ч.

### Porsche 914 1.8

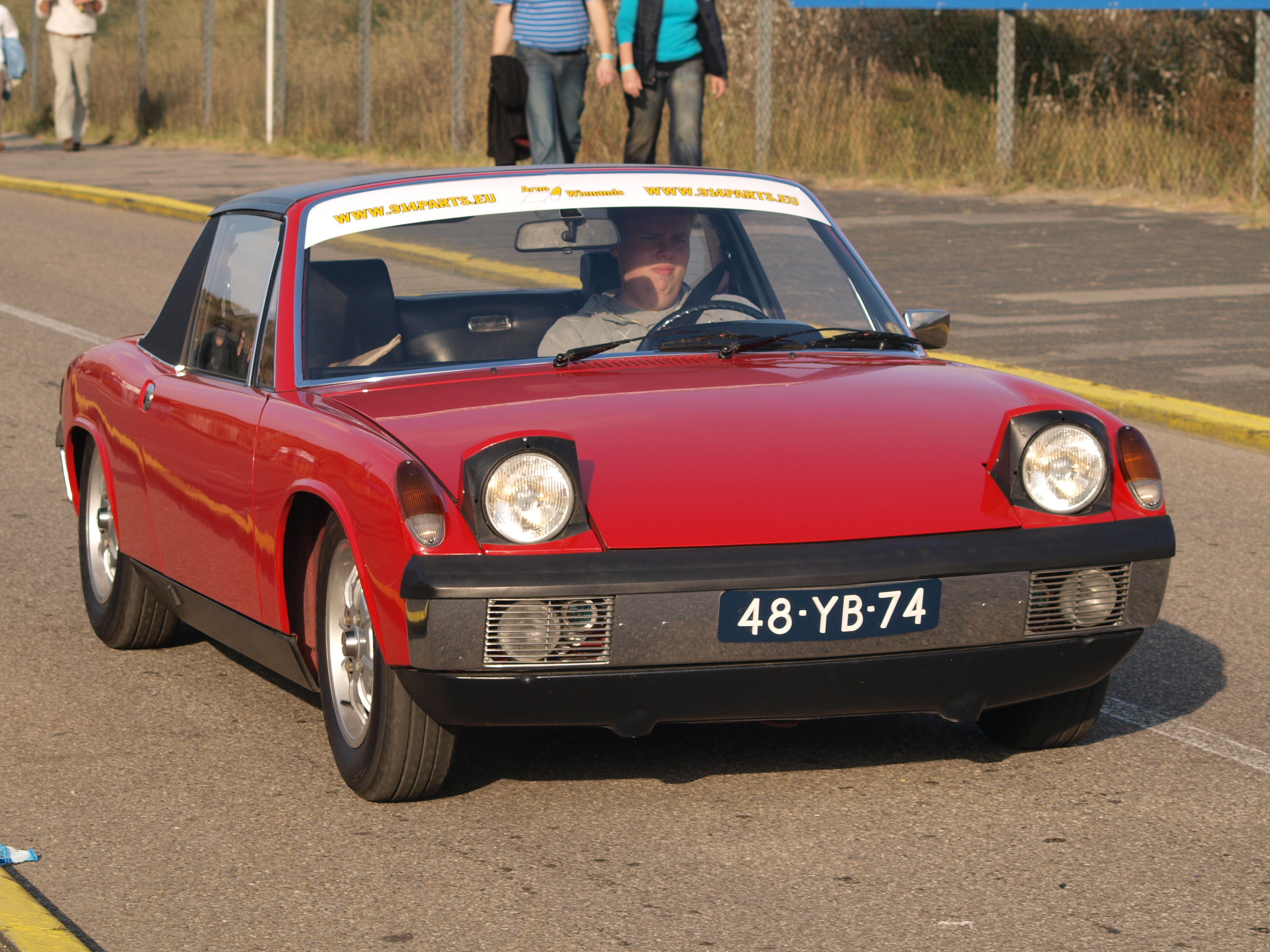
Porsche 914 1.8, передние огни включены

Модель Porsche 914 1.8 была представлена в сентябре 1973 года: в основе этой модели был двигатель объёмом 1,8 л (1795 см³), большинство частей которого были взаимозаменяемы с частями двигателя VW 412 от Volkswagen. Двигатель обеспечивал мощность 85 л. с. благодаря двухкамерным карбюраторам типа Weber или Solex 40. Выпускались две версии с разными двигателями — двигателем EC76 для США (мощность 76 л. с., степень сжатия 7,3:1) и двигателем AN85 для Европы и других рынков (степень сжатия 8,6:1). Для обеспечения контроля выхлопа компания вынуждена была снизить мощность двигателей тех автомобилей, которые предназначались для экспорта в США. В модели присутствовала новая система впрыска топлива L-Jetronic производства Bosch, встречавшаяся на некоторых американских автомобилях, хотя часто в двигателях EC76 использовалась система D-Jetronic, а L-Jetronic была распространена в двигателях AN85. Все эти модели были оснащены новыми дисками от Volkswagen и тартановыми чехлами на сиденья. Сзади был установлен бампер с резиновой накладкой.
28 июля 1973 года на испытательном треке Эра-Лессин (нем. Ehra-Lessien) компании Volkswagen состоялись испытания модели Porsche 914 1.8, за рулём которой находился Фриц Хушке фон Ханштейн (нем. Fritz Huschke von Hanstein). Проводились два старта с места, в ходе которых автомобиль проезжал участок в 10 км и участок в 10 миль: на этих участках эксперты должны были оценить среднюю скорость автомобиля. На дистанции 10 км она составила 174,136 км/ч (108,203 миль/ч), а на дистанции 10 миль — 180,592 км/ч (112,215 миль/ч). В целом разгон автомобиля до 100 км/ч достигался за 12 с, а максимальная скорость была чуть ниже 180 км/ч (европейская версия разгонялась за 12,5 с, максимальная скорость составляла 178 км/ч). На испытаниях 1975 года модель, которая стала тяжелее в связи с установкой разных дополнительных аксессуаров (снаряжённая масса достигала 1000 кг), разгонялась до 100 км/ч уже в течение 13,5 с, а её максимальная скорость составляла 172 км/ч.
Выпуск модели 914 1.8 осуществлялся с 1974 по 1975 годы. Она оказалась единственной моделью с 4-цилиндровым двигателем, выпускавшейся не с системой впрыска топлива (на европейском рынке продавалась модификация с карбюраторами, а не с инжектором). В Швеции эта модель выпускалась с автоматическими ремнями безопасностями и омывателями фар. От выпуска моделей с двигателем объёмом 1,8 л отказались в пользу модели с более мощным двигателем 2,0 л, который был установлен позже на машины уникальной серии 914 Limited Editions.

## Сопоставление технических характеристик

### Стандартные варианты
Автомобили Porsche 914 выпускались в пяти вариантах: 914/4, 914 1.7, 914/6, 914 1.8 и 914 2.0.
|                                        | 914/4 | 914 1.7 | 914/6 | 914 1.8 | 914 2.0 |
| -------------------------------------- | --- | --- | --- | --- | --- |
| Двигатель                              | Оппозитный-4 тип W80 или EA80                                                                                                  | Оппозитный-4 тип EA80 или EB72 (США)                                                                                           | Оппозитный-6 тип 901/36 | Оппозитный-4 тип AN85 (Европа) или EC76 (США)                                                                                  | Оппозитный-4 тип GB100 (Европа), GA95 (США), GC88 (США) или EC76 (США)                                                         |
| Подача топлива                         | Система впрыска топлива Bosch D-Jetronic                                                                                       | Система впрыска топлива Bosch D-Jetronic                                                                                       | Два трёхкамерных карбюратора Weber 40 IDT 3V                                                                                   | Два двухкамерных карбюратора Weber или Solex 40 PDSI (AN85), система впрыска топлива Bosch L-Jetronic (EC76)                   | Системы впрыска топлива Bosch L-Jetronic (EC76) или D-Jetronic (GB100, GA95, GC88)                                             |
| Объём двигателя, см³                   | 1678 (1,7 л) | 1679 (1,7 л) | 1991 (2,0 л) | 1795 (1,8 л) | 1971 (2,0 л) |
| Диаметр и ход поршня, мм               | 90 x 66 | 90 x 66 | 80 x 66 | 93 x 66 | 94 x 71 |
| Максимальная мощность двигателя        | 80 л. с. при 4900 об/мин | 80 л. с. при 4900 об/мин | 110 л. с. при 5800 об/мин | 85 л. с. при 5000 об/мин | 100 л. с. при 5000 об/мин |
| Максимальный крутящий момент           | 133 Н·м при 3500 об/мин | 132 Н·м при 2700 об/мин | 157 Н·м при 4200 об/мин | 135 Н·м при 3500 об/мин | 157 Н·м при 3500 об/мин |
| Степень сжатия                         | 8.2:1 (W80, EA80) | 7.3:1 (EB72), 8.2:1 (EA80) | 8.6:1 (901/36) | 7.3:1 (EC76), 8.6:1 (AN85) | 7.3:1 (EC76), 7.6:1 (GA95), 8.0:1 (GB100)                                                                                      |
| Газораспределительный механизм         | Распредвал в блоке, два клапана на цилиндр                                                                                     | Распредвал в блоке, два клапана на цилиндр                                                                                     | Один верхний распредвал, два клапана на цилиндр                                                                                | Распредвал в блоке, два клапана на цилиндр                                                                                     | Распредвал в блоке, два клапана на цилиндр                                                                                     |
| Система охлаждения                     | Воздушное охлаждение | Воздушное охлаждение | Воздушное охлаждение | Воздушное охлаждение | Воздушное охлаждение |
| Коробка передач                        | 5-скоростная механическая 914/11                                                                                               | 5-скоростная механическая 914/12                                                                                               | 5-скоростная механическая 914/01 или 4-скоростная полуавтоматическая 914/05 Sportomatic                                        | 5-скоростная механическая 914/12                                                                                               | 5-скоростная механическая 914/12                                                                                               |
| Передняя подвеска                      | Независимая горизонтальная торсионная подвеска, подвеска Макферсона; диаметр стабилизатора поперечной устойчивости — 15 мм     | Независимая горизонтальная торсионная подвеска, подвеска Макферсона; диаметр стабилизатора поперечной устойчивости — 15 мм     | Независимая горизонтальная торсионная подвеска, подвеска Макферсона; диаметр стабилизатора поперечной устойчивости — 15 мм     | Независимая горизонтальная торсионная подвеска, подвеска Макферсона; диаметр стабилизатора поперечной устойчивости — 15 мм     | Независимая горизонтальная торсионная подвеска, подвеска Макферсона; диаметр стабилизатора поперечной устойчивости — 15 мм     |
| Задняя подвеска                        | Независимая подвеска на полупродольных рычагах со спиральными пружинами; диаметр стабилизатора поперечной устойчивости — 16 мм | Независимая подвеска на полупродольных рычагах со спиральными пружинами; диаметр стабилизатора поперечной устойчивости — 16 мм | Независимая подвеска на полупродольных рычагах со спиральными пружинами; диаметр стабилизатора поперечной устойчивости — 16 мм | Независимая подвеска на полупродольных рычагах со спиральными пружинами; диаметр стабилизатора поперечной устойчивости — 16 мм | Независимая подвеска на полупродольных рычагах со спиральными пружинами; диаметр стабилизатора поперечной устойчивости — 16 мм |
| Кузов и шасси                          | Стальной монокок | Стальной монокок | Стальной монокок | Стальной монокок | Стальной монокок |
| Передняя и задняя колея, мм            | 1337 и 1374 / 1340 и 1380 | 1331 и 1372 | 1361 и 1382 / 1360 и 1385 | 1337 и 1374 / 1343 и 1383 | 1337 и 1374 / 1343 и 1383 |
| Колёсная база, мм                      | 2450 | 2450 | 2450 | 2450 | 2450 |
| Диаметр тормозов (передние/задние), мм | 281/282 (дисковые) | 281/282 (дисковые) | 282,5 (вентилируемые дисковые) / 286 (дисковые)                                                                                | 281/282 (дисковые) | 281/282 (дисковые) |
| Шины                                   | 155 SR 15 или 165 SR 15 | 165 HR 15 или 155 SR 15 | 165 HR 15 | 165 SR 15 | 165 HR 15 |
| Размеры, мм                            | 3985 x 1650 x 1220 (1230) | 4049 x 1651 x 1229 | 3985 x 1650 x 1230 (1240) | 3985 x 1650 x 1230 | 3985 x 1650 x 1230 |
| Снаряжённая масса, кг                  | 900—950 | 900—970 | 940—995 | 910—950 | 923—950 |
| Максимальная скорость, км/ч            | 176—177 | 176—177 | 197, 198, 201 | 179—180 | 186, 190, 192 |
| Разгон от 0 до 100 км/ч, время в с     | 11,7 / 12,4 / 13 / 13,5 / 14,6                                                                                                 | 12,4 / 12,9 / 13,5 / 13,9 | 8,3 / 8,6 / 8,8 / 9,9 / 10 | 12,0—12,1 | 9,1 / 10 / 10,5 |

## Производство и продажи

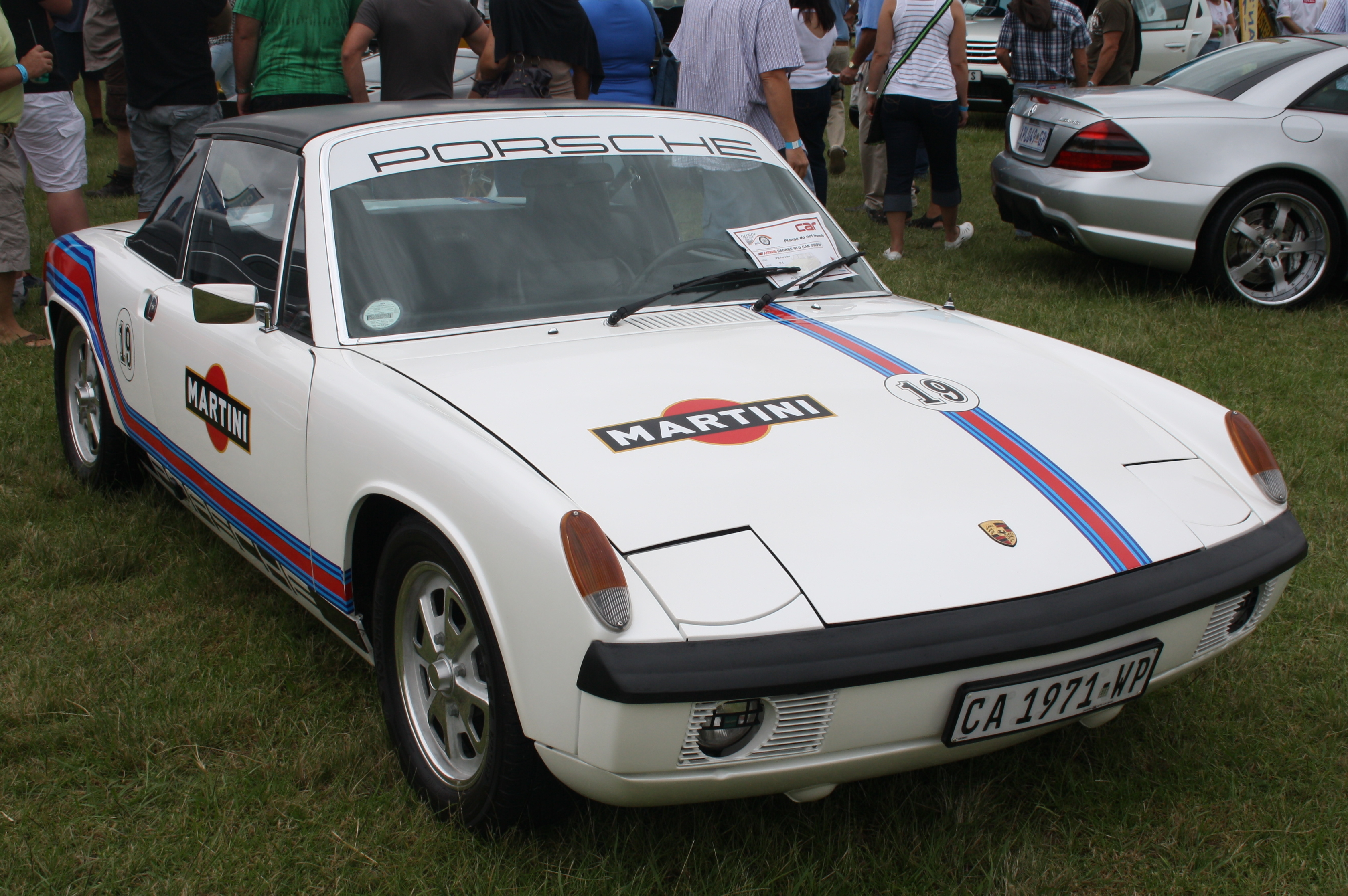
Porsche 914, модель 1971 года выпуска

### Общее количество выпущенных моделей
В разных источниках приводятся разные цифры общего количества всех выпущенных моделей Porsche 914:
- Портал boxermotor.com пишет, что с 1969 по 1976 годы было выпущено около 120 тысяч экземпляров Porsche 914 разных модификаций, в том числе 115 597 единиц Porsche 914/4, 914 1.7, 914 2.0 и 914 1.8[3][57][61][63], а также 3318 единиц Porsche 914/6[52] (это же число называет Брайан Лонг)[49].
- По оценке Тима Саддарда, всего компанией было выпущено 118 976 единиц Porsche 914 разных модификаций, в том числе 115 596 единиц модели 914/4[4].
- К 50-летию выпуска Porsche 914 дилерский центр компании в Ростове-на-Дону официально заявил, что в 1969—1975 годах был выпущен 115 631 экземпляр Porsche 914 с 4-цилиндровыми двигателями, а в период с 1969 по 1972 годы с конвейера сошли 3338 экземпляров Porsche 914/6[11].
- По данным журнала Excellence[англ.], с 1970 по 1976 годы было выпущено около 119 тысяч экземпляров Porsche 914/4 с разными двигателями, а пик продаж моделей пришёлся на 1973 год, когда было продано 27 660 экземпляров (для сравнения — в 1978—1995 годах было продано 57 998 экземпляров модели Porsche 928 с 8-цилиндровым двигателем, пик продаж — 1979 год и 5438 проданных экземпляров). С 1970 по 1972 годы был также выпущен 3351 экземпляр модели Porsche 914/6 — 2658 единиц в 1970 году, 433 в 1971 году, 260 в 1972 году[22].
- По данным Освальда Вернера, приводимым в книге Deutsche Autos 1945—1990, всего было выпущено 118 978 экземпляров разных моделей Porsche 914[86].
- Сайт Autozine утверждает, что всего с конца 1960-х по середину 1970-х было выпущено 118 947 экземпляров Porsche 914 с 4-цилиндровыми двигателями и 3351 экземпляр модели 914/6[9].
- Согласно журналу Motor Sport и Ричарду Хезелтайну, всего было выпущено 115 596 экземпляров Porsche 914 с 4-цилиндровыми двигателями и 3360 экземпляров Porsche 914/6[17].
- В 2019 году Ричард Гудинг писал в журнале GT Porsche, что общий объём произведённых автомобилей Porsche 914 составлял 118 962 единицы[87], из которых 3341 относились к модели 914/6[19]. 2658 единиц 914/6, согласно Гудингу, были произведены в самый первый год выпуска, и только 11 экземпляров подобной модификации были проданы в Великобритании вообще[43].
- Издание Stuttcars и Николаос Деллис сообщают, что количество выпущенных экземпляров с 4-цилиндровыми двигателями превысило отметку в 115 тысяч, а количество экземпляров с 6-цилиндровыми двигателями составило меньше 4 тысяч[24].

По данным Брайана Лонга, за всё время производства было произведено 120 тысяч экземпляров Porsche 914 — больше, чем всех среднемоторных автомобилей компаний Matra, Lotus и Lancia вместе взятых. Для сравнения, количество проданных Porsche 356 к тому моменту составляло чуть меньше 76 500, количество экземпляров Jaguar E-type — 72 500. Из всех 914-х моделей, по оценкам Ричарда Гудинга, примерно на 3 % машин были установлены 6-цилиндровые двигатели (модель 914/6), и даже тот факт, что подобные модели стоили в полтора раза больше, чем Jaguar E-type, не отпугивал покупателей. Тот же Гудинг добавлял, что около 80 % всех произведённых моделей Porsche 914 были проданы на рынках США.

### Ход продаж

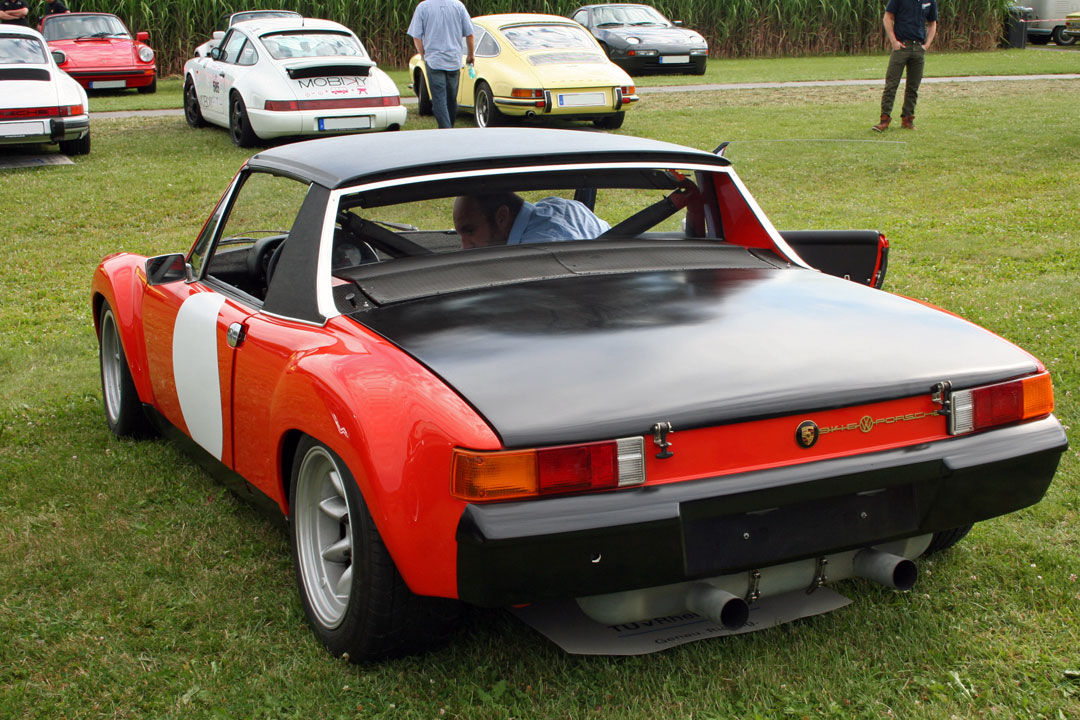
Porsche 914/6, вид сзади

Модель Porsche 914 была представлена широкой публике 11 сентября 1969 года на Франкфуртском автосалоне, удостоившись положительных отзывов. В октябре 1969 года началось производство первых образцов Porsche 914, а в январе 1970 года автомобиль вышел на мировой рынок, поступив в продажу в США под названием Porsche 914, а в Европе — под названием VW-Porsche 914. Porsche 914 стала первой среднемоторной моделью Porsche, запущенной в массовое производство, и первой моделью исключительно с открытым кузовом. В ФРГ автомобили начали продаваться по цене от 11 955 немецких марок: компания рассчитывала на продажи в размере 30 тысяч экземпляров ежегодно. В ФРГ этот автомобиль был известен под прозвищами Vierzehner (букв. с нем. — «Четырнадцатый»), Volksporsche и Vo-Po (сокращение от Volkswagen-Porsche). Однако Vo-Po также было прозвищем Народной полиции ГДР (сокращение от Volkspolizei), поэтому в ФРГ воспринималось неоднозначно. Компания Porsche и вовсе назвала это «фатальным синонимом», в связи с чем в пресс-релизе от 25 апреля 1969 года попросила прессу не называть автомобиль ни «Volksporsche», ни «Vo-Po». Компания надеялась, что эти разъяснения обеспечат более высокий уровень продаж.
Хотя компания Karmann изготавливала кузовы в Оснабрюке и для 911-х, и для 914-х моделей, стоимость самого дешёвого кузова для 914-й модели была выше любой из готовых 911-х моделей, и это привело к тому, что цены на многие 914-е модели (в том числе на 914/6) взлетели вверх. На момент выхода на мировой рынок номинальная цена Porsche 914, продаваемой в США, составляла 3495 долларов США (по курсу 2012 года — около 20 тысяч долларов), что было на 1500 долларов дороже по сравнению с вышедшей годом ранее моделью Porsche 912. Номинально по цене Porsche 914 была сопоставима с моделями компаний MG или Triumph, но в том же году стоимость Porsche 914/4 в США поднялась до 3595 долларов, а Porsche 914/6 — до 5999 долларов. В Великобритании автомобиль впервые был представлен на автомобильной выставке Earls Court London Motor Show, поступив в продажу в марте 1970 года: 4-цилиндровая версия Porsche 914 с учётом налогов и пошлин на импорт автомобилей стоила 2261 фунт стерлингов, а 6-цилиндровая — 3475 фунтов стерлингов. При этом модель Triumph TR6 стоила всего 1261 фунт стерлингов, а Porsche 911T 2.2 — 3675 фунтов. Продажи 914-х в Великобритании шли очень плохо: с января 1970 по июнь 1973 года в страну было импортировано всего 242 автомобиля Porsche 914, из которых всего 11 — модели 914/6. Новая модель 914 2.0 с отделкой типа Appearance Group стоила там 2799 фунтов стерлингов, а отделка типа Comfort Kit или Sports Kit стоила дороже. До 1974 года компания AFN Ltd, которая была дилером Porsche в Великобритании, продала всего 85 экземпляров Porsche 914.
По данным на август 1972 года, модель 914/4 с двигателем объёмом 1,7 л стоила уже 13 360 немецких марок, а 914/6 с двигателем объёмом 2,0 л — 13 760 немецких марок. Для сравнения, наиболее дешёвая модель из 911-й серии, Porsche 911T, стоила тогда 23 480 немецких марок при мощности двигателя в 130 л. с. В том же году модель 914/4 продавалась в США по цене 3755 долларов по курсу 3,2 немецких марки за один доллар. Цены на модель 914/4 старались не повышать, но это ударяло по прибыли Porsche: компания могла рассчитывать только на эксклюзивные заказы моделей 914/6 в качестве источника прибыли от продажи 914-х. В октябре 1972 года производство и продажа моделей 914/6 прекратилась из-за высокой стоимости производства одного экземпляра. На рынке её сменила модель 914 2.0, которая, обладая двигателем той же мощности, стоила намного дешевле. По итогам этого года Porsche 914, несмотря на все проблемы, стала наиболее продаваемой в ФРГ моделью спортивного автомобиля, опередив даже Opel GT. Вышедшая в 1973 году модель 914 1.7 стоила 4499 долларов США, а появившаяся вскоре после неё модель 914 2.0 стоила 8760 долларов США: в то же время модель 911T Targa стоила 8760 долларов США. В 1974 году модель 914 1.7 уступила место новой, чуть более мощной модели 914 1.8.

### Прекращение производства и наследие Porsche 914
Согласно номеру журнала Motor Trend за апрель 1974 года, к этому времени компания Porsche начала признавать, что выпущенные модели 914 не соответствовали её стандартам. Стоимость экземпляров Porsche 914 и вовсе подскочила до 5 тысяч долларов, что было связано со всемирной инфляцией и ростом курса валют. К 1976 году продажи Porsche 914 осуществлялись только в США: в Австралии ввоз этих моделей запретили полностью в связи с тем, что машины не соответствовали местному законодательству о безопасности транспорта. Однако ещё в конце 1975 года компания приняла окончательное решение — прекратить производство и продажи любых моделей Porsche 914 в связи с высокой стоимостью производства и обслуживания. Последние официальные продажи состоялись в июне 1976 года. Помимо роста курса немецкой марки по отношению к доллару, на отказ от модели 914 повлиял и тот фактор, что Volkswagen стал переходить на двигатели с жидкостным охлаждением. Многие поклонники Porsche отказались принимать 914-ю модель не только из-за её нехарактерного для Porsche внешнего вида, но и из-за неудовлетворительного качества выпускаемых Karmann кузовов. Позже сам Ферри Порше признавался в том, что выпускаемые Karmann кузовы не соответствовали принятым в Porsche стандартам качества. По его же оценкам, на разработку линейки моделей 914 компания потратила всего около 250 миллионов немецких марок.
В хронологическом порядке следующей новой моделью Porsche стал переднемоторный автомобиль Porsche 924. Изначально эта модель разрабатывалась компанией Volkswagen под кодовым обозначением EA-425 как потенциальный преемник 914-х, однако из-за высокой стоимости, энергетического кризиса и ряда политических факторов от производства этой модели в Volkswagen было решено отказаться. Porsche выкупила права на дизайн автомобиля и обеспечила его серийное производство: эта модель стала инновационной не только благодаря 4-цилиндровому двигателю объёмом 1984 см³ (2,0 л) с водяным охлаждением, но и переднемоторной компоновке. При этом в модели Porsche 912E, перевыпущенной для американского рынка в 1976 году как модификация Porsche 912, был установлен двигатель 923/02, который по своей сути абсолютно не отличался от оппозитного-4 двигателя объёмом 2 л, устанавливавшегося на модели 914 2.0, за исключением наличия системы впрыска топлива L-Jetronic, также характерной для моделей Porsche 914 1.8. Существует мнение, что вышедшая спустя почти два десятилетия модель Porsche Boxster стала результатом развития Porsche 914/6, обретя более современный дизайн. Новой фирменной моделью Volkswagen стал автомобиль Volkswagen Golf, который обрёл славу лучшей европейской модели C-класса. Практика совместного производства при участии двух крупных компаний стала в дальнейшем обыденным делом. Так, Volkswagen и Porsche также занимались совместным производством Volkswagen Touareg и Porsche Cayenne, шасси для которых собирались на совместном предприятии в Братиславе, а компании Subaru и Toyota участвовали в разработке и выпуске Subaru BRZ (он же Scion FR-S).
По оценке журнала Classic Motorsports, в 2004 году установленный на любую 914-ю модель 2-литровый двигатель стоил около 2 тысяч долларов. Сама доработанная модель 914 в хорошем состоянии, оснащённая 2-литровым двигателем и всеми соответствующими улучшениями, могла стоить от 8 до 12 тысяч долларов при том, что модифицированная классическая 911-я модель в том же состоянии стоила в два раза больше. В июне 2007 года экземпляр 1974 года выпуска был продан на аукционе Christie’s в Гринуиче (штат Коннектикут) за 22,4 тысячи долларов: прежде автомобили 914 продавались на аукционах в пределах от 8 до 10 тысяч долларов США. В марте 2018 года модель 914 2.0 1974 года выпуска была продана за 93,5 тысячи долларов США на аукционе Gooding & Company на острове Амилия.

## Уникальные образцы

### Porsche 914/6 GT

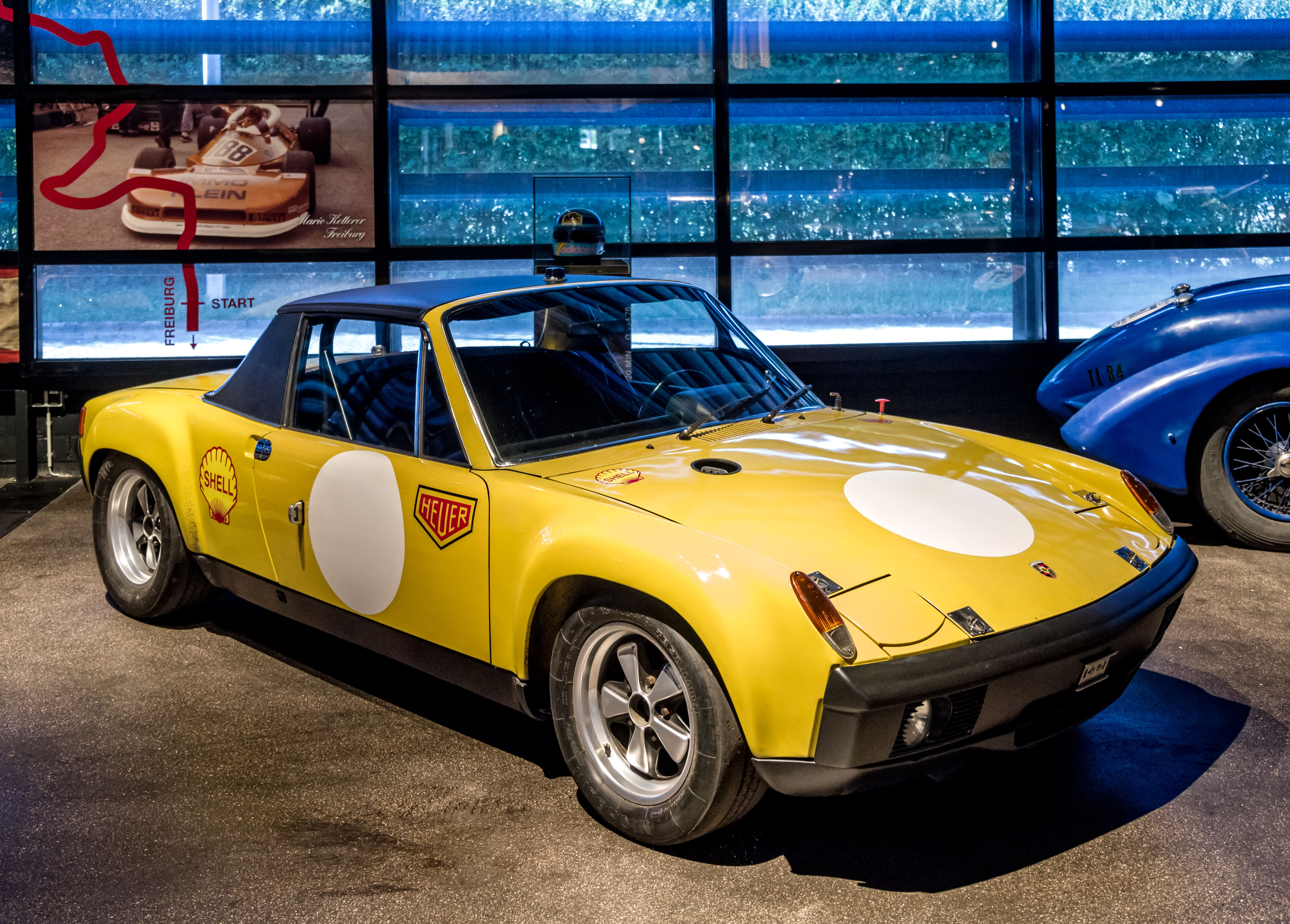
Porsche 914/6 GT

1 марта 1970 года Международная автомобильная федерация включила автомобиль Porsche 914/6 в Группу 4, в класс Special Grand Touring. Два автомобиля были отправлены в том же месяце на гонку Targa Florio для испытаний — это были первые два экземпляра под названием 914/6 GT. Американский дистрибьютор Porsche+Audi выпускал в США эту модель под названием 914/6 R. Внешними отличительными признаками новых моделей были квадратные расширители крыльев глубиной на 50 мм больше по сравнению со стандартными (в соответствии с требованиями FIA). Ричард Гудинг писал, что модель 914/6 GT представляла собой модель 914/6 с комплектацией R, указывая, что на неё мог устанавливаться 6-цилиндровый двигатель типа 901/20, позволявший развивать мощность 220 л. с.; в качестве трансмиссии использовалась коробка передач типа 904. В других источниках указывается, что установленный двигатель 901/20, оснащённый двумя трёхкамерными карбюраторами типа Weber, развивал мощность 210 л. с. при 8000 об/мин. Присутствовала система дублированного зажигания. В двигателе были полностью заменены цилиндры, головки с клапанами, распредвалы и поршни. Значительная часть тормозной системы была заимствована у Porsche 911.
У гоночного варианта были установлены новые передние и задние стабилизаторы поперечной устойчивости, а также передние и задние бамперы из стеклопластика со вставками из бальсы для снижения веса автомобиля; с той же целью в качестве боковых и задних стёкол автомобиля устанавливалось органическое стекло, более лёгкое по сравнению со стандартным материалом. Шасси было усилено благодаря тому, что спереди и сзади были установлены шесть сварных пластин. Объём топливного бака составлял 100 л. Крышки обоих багажников также были выполнены из стеклопластика. Задняя решётка воздухозаборника была также крупнее. Воздухозаборник в переднем бампере обеспечивал подачу воздуха к дополнительному масляному радиатору в носовой части автомобиля, где находился топливный бак. В гонках на некоторых моделях устанавливались щитки для защиты силовой передачи и трансмиссии от гравия и камней. Хотя завод рекламировал эту машину как участницу раллийных гонок, 914/6 GT больше преуспел именно в шоссейных автогонках.

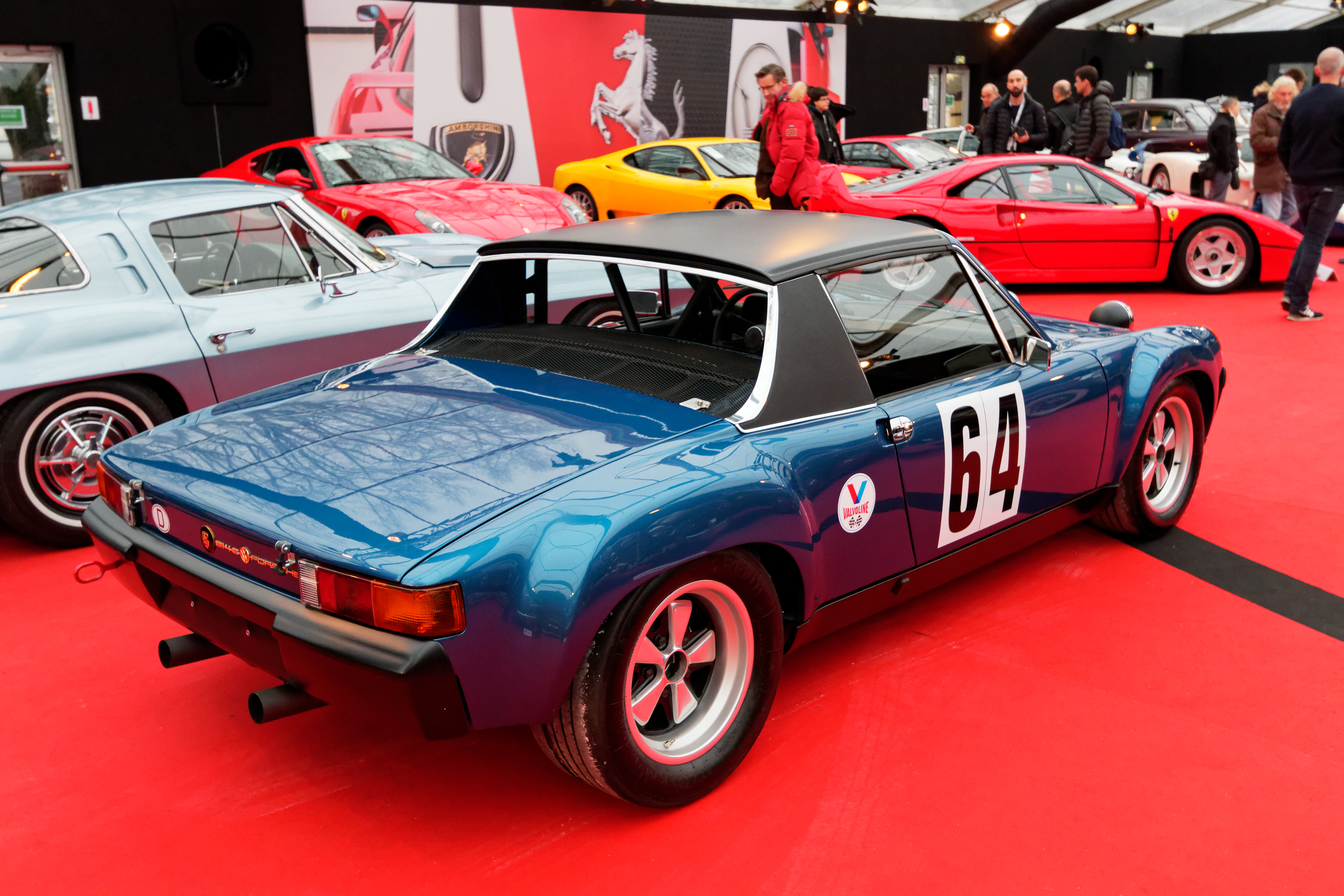
Porsche 914/6 GT, вид сзади

Чтобы автомобиль мог пройти омологацию в организации SCCA, необходимо было выпустить как минимум 500 экземпляров. Предполагается, что всего Porsche выпустил не более 40 машин класса GT с двигателем, адаптированным к автогонкам. Для выполнения этого требования 11 автомобилей были дополнительно переоборудованы в соответствии со специальным набором Competition Option Group M471. В частности, в этот набор вошли стальные уширители колёсных арок и расширители крыла, 6-дюймовые диски Fuchs и новые шины. В официальных документах сообщалось о выпуске 48 заводских автомобилей класса GT и о примерно 400 наборах, которые были направлены дилерам для переоснащения машин 914 всем необходимым. Datsun пытался воспрепятствовать этой процедуре омологации и включению Porsche в соревнования автомобилей класса C, заявляя о манипуляции цифрами и о сомнительном качестве наборов M471. В компании признавали, что невозможно определить, на какие шасси был установлен данный набор. По версии журнала Excellence, из 48 заводских автомобилей класса GT ровно 13 представляли собой экземпляры в комплектации M471.
По оценке Ричарда Гудинга, всего заводом были выпущены 12 автомобилей с набором M491 стоимостью 44 840 немецких марок за экземпляр. Он же писал, что 47 автомобилей были преобразованы в 914/6 GT с помощью набора M471 при участии завода-производителя или частных компаний; стоимость одного такого автомобиля составляла 24 480 немецких марок. Стоимость раллийной версии 914/6 с двигателем мощностью 160 л. с. достигала 38 480 немецких марок. Первые автомобили 914/6 GT были представлены в октябре 1969 года и дебютировали в майской гонке «1000 км „Нюрбургринга“». Набор M471 формально был выпущен в мае 1971 года, но от него отказались в конце 1972 года после того, как было объявлено о прекращении выпуска любых вариантов Porsche 914/6.

### Porsche 914/8

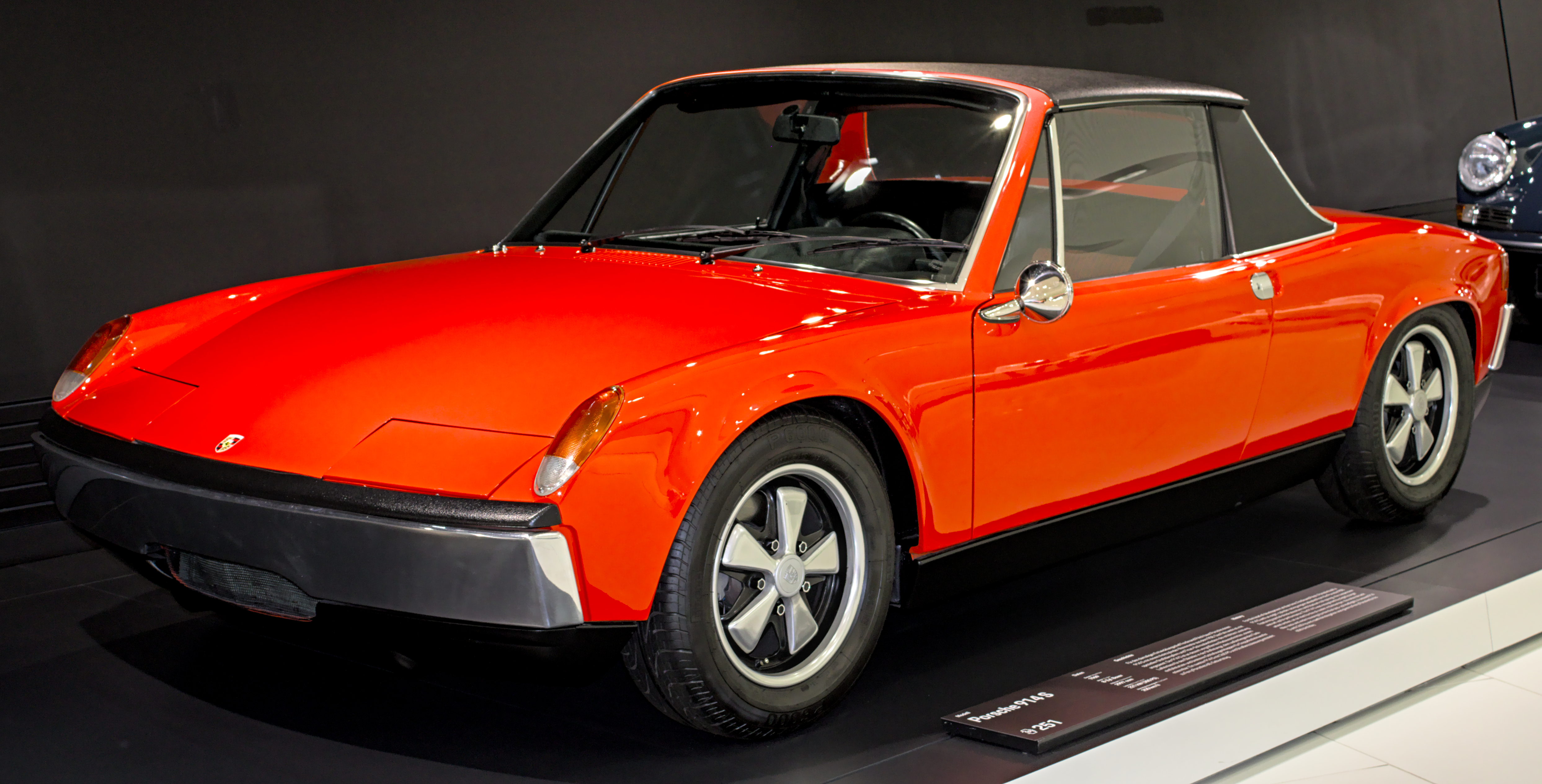
Оранжевый Porsche 914/8 в музее Порше

Компанией Porsche были собраны два экземпляра экспериментальной модели Porsche 914/8 с 8-цилиндровым двигателем, упоминаемые в документах Porsche также под названием 914/S. Общественности эта модель была более известна именно под названием 914/8. Оба экземпляра появились в 1969 году. Разработчиком проекта 914/8 был Фердинанд Пиех, который ставил своей целью создать сверхмощный вариант спортивного автомобиля со среднемоторной компоновкой.
Первым был выпущен экземпляр 914/6 оранжевого цвета, собранный специально для Пиеха и переданный ему в качестве опытного. Этот экземпляр должен был представить зрителю концепцию новой модели. В качестве основы использовалось шасси под номером 914111, которое во многом отличалось от стандартной модели 914: в частности, в конструкции присутствовали двойные фары, не характерные для стандартных 914-х. Прототип 914/8 был оснащён 8-цилиндровым оппозитным двигателем Тип 908 мощностью 350 л. с., объёмом 3 л и системой воздушного охлаждения. Максимальную мощность этот двигатель развивал при работе на 10 тысячах оборотов в минуту. Двигатель для этой машины был заимствован у гоночного болида Porsche 908 и устанавливался перед задней осью: он позволял развивать скорость до 250 км/ч.
Второй образец 914/8 серебряного цвета стал подарком Ферри Порше на его 60-летие, при этом он был классифицирован как «уличный автомобиль» (то есть были получены документы, позволяющие управлять этой машиной на дорогах общего пользования). Мощность двигателя была меньше по сравнению с первым образцом и составляла 300 л. с., а вместо механизма впрыска топлива использовались карбюраторы типа Bosch Kugelfischer. У этого автомобиля была жёстко закреплённая стальная крыша с люком, а в крышке переднего багажного отделения даже находилась горловина топливного бака. Утверждается, что пробег второго образца составлял 7 тысяч км. Однако в целом Ферри Порше невысоко оценивал данную машину.
В конструкции обоих образцов присутствовала механическая 5-скоростная коробка передач, крутящий момент двигателя составлял 319 Н⋅м, а максимальная скорость — 250 км/ч (согласно данным производителя). Физические параметры автомобиля: длина 3985 мм, ширина 1650 мм, колёсная база 2450 мм, снаряжённая масса 1050 кг. В настоящее время оба автомобиля являются экспонатами музея Porsche.

### Porsche Tapiro
Porsche Tapiro — концепт-кар, разработанный Джорджетто Джуджаро и его студией Italdesign Giugiaro, созданный на платформе 914/6. Особенностью автомобиля были двери типа «крыло чайки» — одна пара использовалась в качестве передних дверей (у мест водителя и пассажира), другая играла роль крышек над задними панелями моторного отсека. Впервые Porsche Tapiro был представлен на Туринском автосалоне в 1970 году. Экземпляр Porsche Tapiro был продан аргентинскому композитору Вальдо де лос Риосу, однако машина вскоре была серьёзно повреждена — по наиболее распространённой версии, она сгорела в Мадриде во время пожара. Позже её перепродали обратно Джуджаро.

### Goertz/Eurostyle 914/6R
Один из уникальных экземпляров Porsche 914 — модель 914/6R, впервые представленная на Туринском автосалоне 1970 года. Дизайнером этого автомобиля был граф Альбрехт фон Гёрц, сборкой занималась туринская компания Eurostyle. Гёрц был известен как автор дизайна родстера BMW 507: у его модели Porsche 914 был зауженный нос и линия крыши, которая оканчивалась скользящими «парусными панелями», придававшими автомобилю вид кузова «универсал» (так называемый «shooting break»).

### Gerber/Sbarro 914
Автором этого проекта является швейцарец Франко Сбарро, который выполнял заказ бизнесмена Альфреда Гербера в 1970 году. На среднемоторный Porsche были установлены двухроторный двигатель Ванкеля и трансэксл из автомобиля NSU Ro 80. Были сохранены дисковые тормоза в составе трансэксл и добавлены специальные полуоси и рычаги. В носовой части автомобиля был установлен радиатор с вентиляторами, заимствованными у Renault R16. Мощность двигателя достигала 115 л. с. с расходом топлива 11,2 л/100 км, что позволяло развивать максимальную скорость до 190 км/ч.

### Heuliez Murène
Модель вдохновила кузовостроительную компанию Heulize на разработку собственной интерпретации Porsche 914. В 1969 году дизайнером Жаком Купером была создана оригинальная модель 914, представленная французской автомобильной компании Brissonneau et Lotz. Она одобрила проект и приобрела шасси модели 914/6 под номером 1300005, которое должно было стать основой для новой линейки 914-х моделей, однако вскоре компания столкнулась с серьёзными финансовыми трудностями. Купер, пытаясь добиться запуска производства новой машины, с одобрения Brissoneau et Lotz обратился к компании Heuliez, убедив её взять на себя ответственность за развитие этой модели. Первый прототип был собран за два с половиной месяца и был представлен в октябре 1970 года на Парижском автосалоне под названием Heuliez Murène, однако до серийного производства дело не дошло. В 1971 году Heuliez выкупила его у компании Brissoneau за сумму в 24 250 французских франков, а 7 июля 2012 года он был продан на аукционе за 42 889 евро.

### Hispano Alemán Vizcaya
Импортом Porsche 914 в Испанию занимался Вернер Бернхард Хайдерих (нем. Werner Bernhard Heiderich), который учредил компанию Hispano Alemán, занимавшуюся сборкой и продажей изготавливаемых на заказ автомобилей. В марте 1970 года он приобрёл экземпляр Porsche 914/6, однако остался недоволен дизайном автомобиля и его кузовом, поэтому занялся поисками дизайнера, способного создать новый кузов. Изначально он пытался обратиться к Джорджетто Джуджаро, но тот был занят, поэтому Хайдерих связался с Пьетро Фруа. Хайдерих хотел, чтобы новый автомобиль как можно больше походил внешне на Mercedes-Benz C111 с двигателем Ванкеля и дверями типа «крыло чайки». Фруа выполнил заказ Хайдериха, однако отказался от «крыла чайки». Для того, чтобы характеристики автомобиля соответствовали внешнему виду, в Турине механик Антонио Сантез (фр. Antonio Santez), используя другие детали (в том числе от Porsche 906 Carrera 6), модифицировал двигатель, повысив его объём до 2,4 л, а мощность — до 225 л. с.
Образец Porsche 914/6 с новым кузовом, известный под названием Hispano Alemán Vizcaya, был впервые представлен в марте 1971 года на Женевском автосалоне. За проектирование и изготовление прототипа Хайдерих заплатил сумму в 200 тысяч немецких марок. Начальник PR-отдела Porsche Фриц Хушке фон Ханштейн (нем. Fritz Huschke von Hanstein), увидев на автосалоне эту модель, созвонился с занимавшим должность гендиректора компании Ферри Порше, который отправился в Женеву, чтобы лично увидеть автомобиль. Он согласился поставить Хайдериху детали для выпуска ограниченной малой серии автомобилей в Мадриде. Управляющий директор Porsche Отто-Эрих Филиус также был заинтересован в том, чтобы автомобиль выпускался в Штутгарте, но правление не одобрило его идею. Однако между Хайдерихом и Фруа вспыхнул спор: Фруа настаивал, что Хайдерих может владеть выставочным автомобилем, но не имеет никаких прав на выпуск его копий. Спор обернулся тем, что автомобиль был конфискован швейцарской таможней после окончания выставки.
Только в 1976 году суд третьей инстанции в Турине решил спор в пользу Хайдериха: в апреле—мае автомобиль был показан на Барселонском автосалоне. Однако о серийном производстве речи уже не шло, поскольку к тому моменту серийное производство любых вариантов Porsche 914 уже окончательно прекратилось. В итоге экземпляр Vizcaya остался единственным в мире. В 2008 году, после смерти Хайдериха его супруга Мари Асун Орнилья де Хайдерих (исп. Mari Asun Ornilla de Heiderich) заявила в интервью журналу Excellence, что её семья не продаст Vizcaya ни при каких обстоятельствах. По мнению Йоханна Вентера из журнала GT Porsche, образцы наподобие Hispano Alemán Vizcaya, Porsche Tapiro и Goertz оказали большое влияние на дизайн многих последующих автомобилей, среди которых были модели марки Lamborghini и Lotus.

### Porsche 916

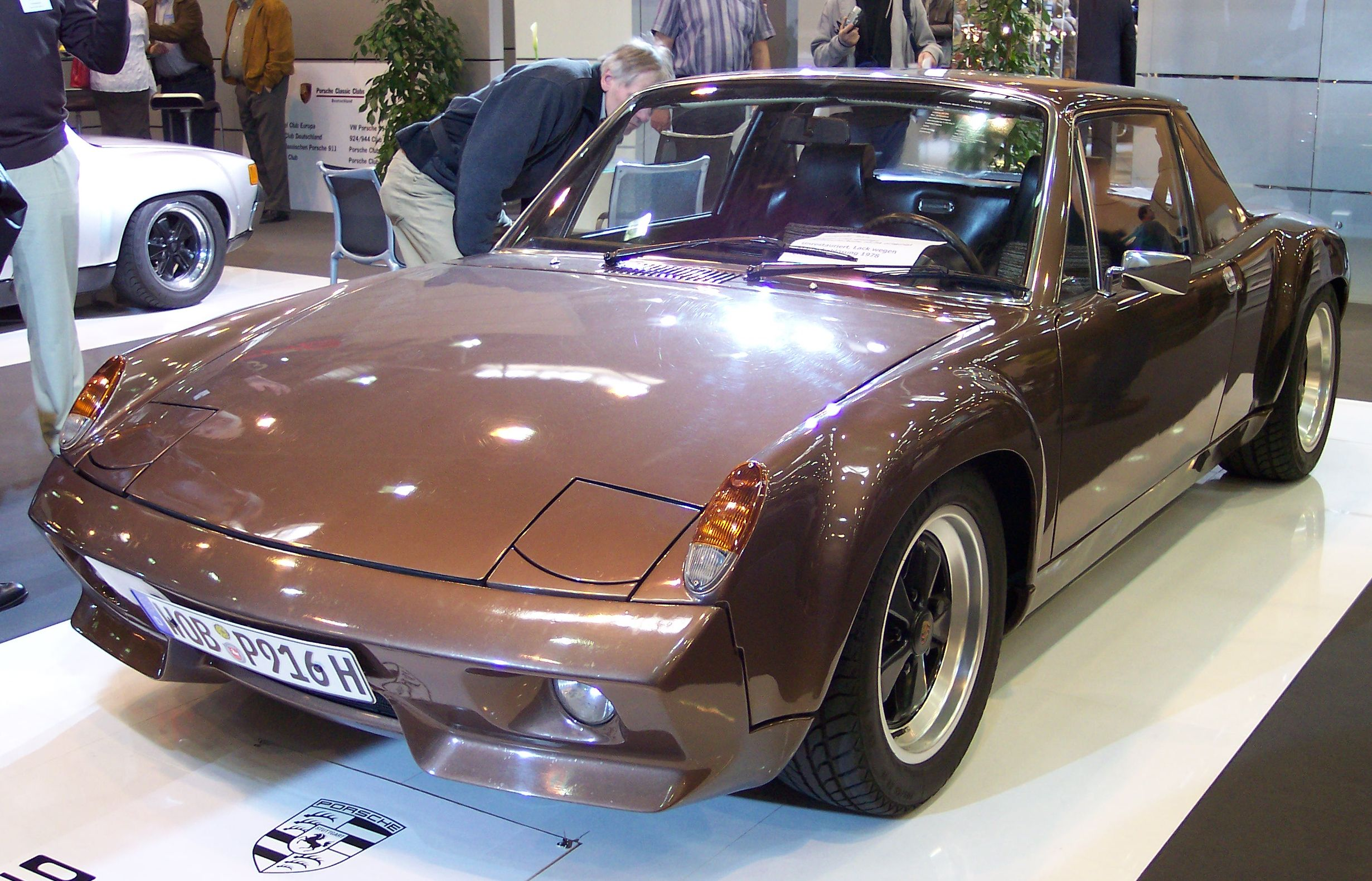
Porsche 916

По одной версии, модель Porsche 916 была разработана в качестве аналога Ferrari Dino, по другой версии — в качестве модификации модели Porsche 914/8. Эта серия была выпущена в 1971 году: на модели 916 были установлены двигатели, заимствованные у моделей 911 S (объём 2,4 л, мощность 190 л. с.) и Carrera 911 RS (объём 2,7 л, мощность 210 л. с.) и специально оптимизированные для гоночной эксплуатации. Некоторыми модель 916 рассматривалась в качестве попытки вернуть былую популярность 914-й серии на фоне коммерческой неудачи Porsche 914/6. К тому моменту Porsche делали ставку на развитие моделей 924 и 928.
Характерными особенностями 916-й модели были оппозитный 6-цилиндровый двигатель объёмом 2,4 л с системой впрыска топлива (хотя рассматривался вариант 6-цилиндрового двигателя 2,7 л, заимствованного у 911 Carrera RS), адаптированная для нужд автомобиля 5-ступенчатая коробка передач 915 вида «transaxle», приваренная к корпусу стальная крыша и роскошная по тем меркам отделка салона. К особенностям 916-й модели также относились улучшавшие аэродинамику машины передний и задний бамперы из стеклопластика, 7-дюймовые диски Fuchs, шины 185/70 VR 15, двойная решётка радиатора и расширители крыльев, заимствованные у Porsche 914/6 GT. Передние и задние дисковые тормоза с внутренней вентиляцией обеспечивали хорошее торможение. Шасси были заимствовано у модели 914/6, амортизаторы — производства компании Bilstein. В передней части автомобиля был установлен дополнительный масляный радиатор. Кроме того, присутствовала модифицированная коробка передач, совместимая с более мощными двигателями; передаточные числа на ней были такие же, как на коробке к Porsche 911S.
Считается, что все 11 экземпляров модели 916 были выпущены в 1971 году. Предполагалось, что автомобиль будет представлен в октябре 1971 года на Парижском автосалоне, однако за две недели до этого было объявлено об отказе от серийного производства и проекта 916 по финансовым соображениям. Известно, что у самого первого прототипа Porsche 916 чёрного цвета было шасси под номером 9141430195. Пять экземпляров были во владении семей Порше и Пиех, а остальные шесть были проданы по цене чуть ниже 40 тысяч немецких марок. Один автомобиль был уничтожен в тот же год, когда сошёл с конвейера, и больше не восстанавливался. В 2000 году автомобиль Porsche 916 с шасси под номером 9142330018 был выставлен на продажу на Ebay по цене 150 тысяч долларов: сообщалось, что на машине были установлены двигатель объёмом 2,7 л и трансмиссия типа 914-5 Speed, а пробег составлял 19 тысяч миль.
Возможно, отдельные модели Porsche 914 были модифицированы и преобразованы в Porsche 916. Так, согласно журналу Motor Sport, 914-я модель с номером шасси 4732917538 была модифицирована при участии сотрудников компании Gantspeed Engineering Ltd., превратившись в модель Porsche 916. В этой модели присутствовали 2,7-литровый двигатель от модели 911 Carrera 1973 года выпуска, крылья 916-й модели и кевларовые бамперы, а также встроенный каркас безопасности и структурные элементы, предназначенные для моделей класса GT.

### Nordstadt Carrera Käfer
В 1973 году Гюнтер Артц, директор компании Autohaus Nordstadt — ганноверского дилера Volkswagen — выпустил экспериментальный образец Carrera Käfer, представлявший собой модифицированный кузов Volkswagen Käfer 1303, установленный на шасси Porsche 914/6. В автомобиле использовался 6-цилиндровый оппозитный двигатель объёмом 2,7 л, заимствованный у Porsche 911 Carrera.

### GM XP-897GT
Концепт-кар Corvette XP-897GT был создан компанией General Motors и впервые продемонстрирован в 1973 году: компания решила представить на суд публики ротативный двигатель собственного производства. В связи с отсутствием собственной платформы со среднемоторной компоновкой компания General Motors приобрела платформу типа 914/6, сократив колёсную базу на 165 мм. Разработкой и сборкой кузова занималась компания Pininfarina. В этой модели использовался двухроторный двигатель Ванкеля объёмом 4359 см³ и мощностью 180 л. с. вместе с новым трансэкслом. Однако вскоре GM свернула свой проект ротативного двигателя, и автомобиль был выставлен на продажу в центре Vauxhall в Англии: один из местных энтузиастов выкупил машину и сумел даже раздобыть оригинальный ротативный двигатель GM. В 2019 году было объявлено о том, что автомобиль будет представлен на выставке Amelia Island Concours d’Elegance.

### 914 Limited Edition

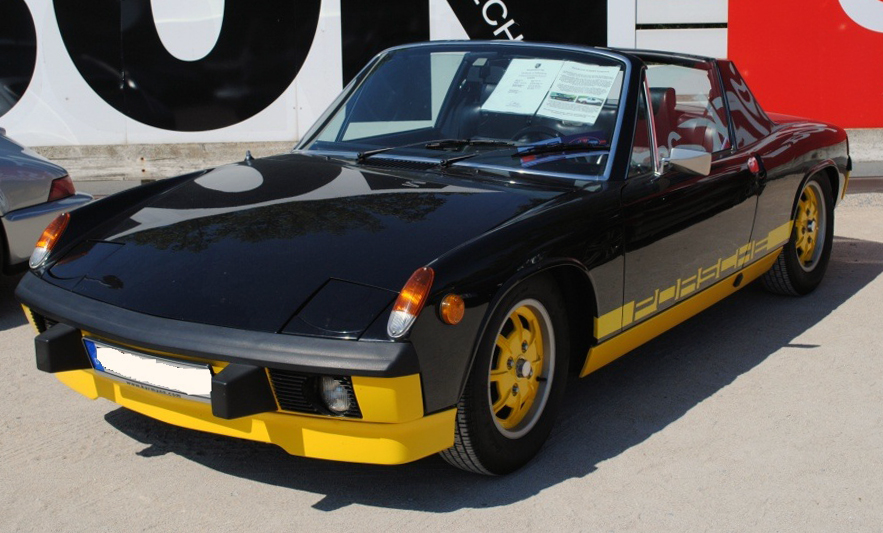
Porsche 914 Limited Edition в чёрно-жёлтой раскраске (Bumblebee)

В апреле 1974 года компания Porsche выпустила для североамериканского рынка серию автомобилей 914-й модели под названием Limited Edition (или Can-Am), которая должна была увековечить победы команды Porsche в автогоночной серии Can-Am 1972 и 1973 годов. В частности, в 1973 году пилот Марк Донахью за рулём Porsche 917/30 выиграл шесть из восьми этапов серии Can-Am, в связи с чем SCCA вынуждена была изменить регламент соревнований. Поскольку соревновавшаяся в Can-Am модель 917/30 обладала двигателем, мощность которого превысила отметку в 1000 л. с., было принято решение выпустить одну тысячу новых экземпляров Porsche 914 с двигателем объёмом 2 л, обладавших также рядом специфических возможностей. Все автомобили были выпущены исключительно для продажи в США и Канаде. О продаже подобных автомобилей, в частности, сообщалось в почтовой рассылке Porsche-Audi. На каждой из машин была нанесена надпись Porsche LE: от изначальной идеи надписи Can-Am компания Porsche вынуждена была отказаться, поскольку лицензию у SCCA на право наносить название этой гонки пришлось бы выкупать за огромную сумму даже при согласии SCCA. Самая большая ирония заключалась в том, что компания Porsche и вовсе решила не заявляться на гонки серии Can-Am в том году.
Набор деталей и аксессуаров, устанавливавшийся на модели Limited Edition, был известен под общим названием M-778 Can Am Equipment. В комплектацию входили стандартные элементы отделки типа Appearance Group (противотуманные фары и приборная доска с часами и дополнительными датчиками), стоившие 300 долларов, а также специально разработанный салон, некоторые элементы дизайна и одна из двух уникальных раскрасок кузова с надписью Porsche, наносимой на продольные полосы над усилителями порога (negative side stripes). В целом каждая модель была оснащена специальным передним спойлером, передними и задними стабилизаторами поперечной устойчивости, двухтональной системой подачи звукового сигнала, кожаным рулевым колесом, набором автомобильных огней, окрашенным задним каркасом безопасности, литыми алюминиевыми дисками и приборной доской с датчиком температуры масла, часами и вольтметром.
Были доступны две раскраски кузова — Creamsicle и Bumblebee (было выпущено по 500 экземпляров в каждой раскраске). По некоторым данным, до наших дней сохранились около четверти экземпляров 914 Limited Editions, большинство сохранившихся относятся к варианту Bumblebee:
- Вариант Creamsicle представлял собой покраску большей части кузова Porsche 914 в цвет слоновой кости (Light Ivory, код L80E), а нижней части бортов автомобиля, переднего и заднего бамперов и колёсных дисков — в красный цвет (Phoenix Red, код L32K). Код варианта — U1V9[36][46].
- Вариант Bumblebee представлял собой покраску большей части кузова Porsche 914 в чёрный цвет (код L041), а нижней части бортов автомобиля, переднего и заднего бамперов и колёсных дисков — в подсолнечно-жёлтый цвет (Sunflower Yellow, код L13K) бамперов, дисков колёс и бортах автомобиля. Код варианта — U2V9[36][46].

В Европе эти модели продавались под названием 914 GT или GT Jubilee, что было приурочено к 100000-му экземпляру Porsche 914, выпущенному в мае 1974 года: на европейских экземплярах на приборной доске был медальон диаметром 40 мм, напоминавший о выпуске 100 тысяч экземпляров. Вскоре в Японии вышла специальная партия моделей 914 (20 экземпляров Sports Limited), а в 1975 году были выпущены 142 экземпляра Silberseries с двигателем 2.0, окрашенные в серебряный цвет Diamond Silver.

### Прочие
В США существует заводской прототип 914/6 (шасси № 914114), который много лет находился в Южной Калифорнии. Фото этого прототипа были сделаны 14 февраля 2004 года и позже опубликованы на сайте bowlsby.net: машина оранжевого цвета была в плохом состоянии, но всё ещё подлежала ремонту. В Германии также был найден прототип Sportomatic 914/6 (шасси № 914120) красного цвета, который иногда называли единственным сохранившимся экземпляром 914 с трансмиссией типа Sportomatic (всего было выпущено четыре экземпляра Porsche 914/6 с подобной трансмиссией).

## В автоспорте

### 1970 год

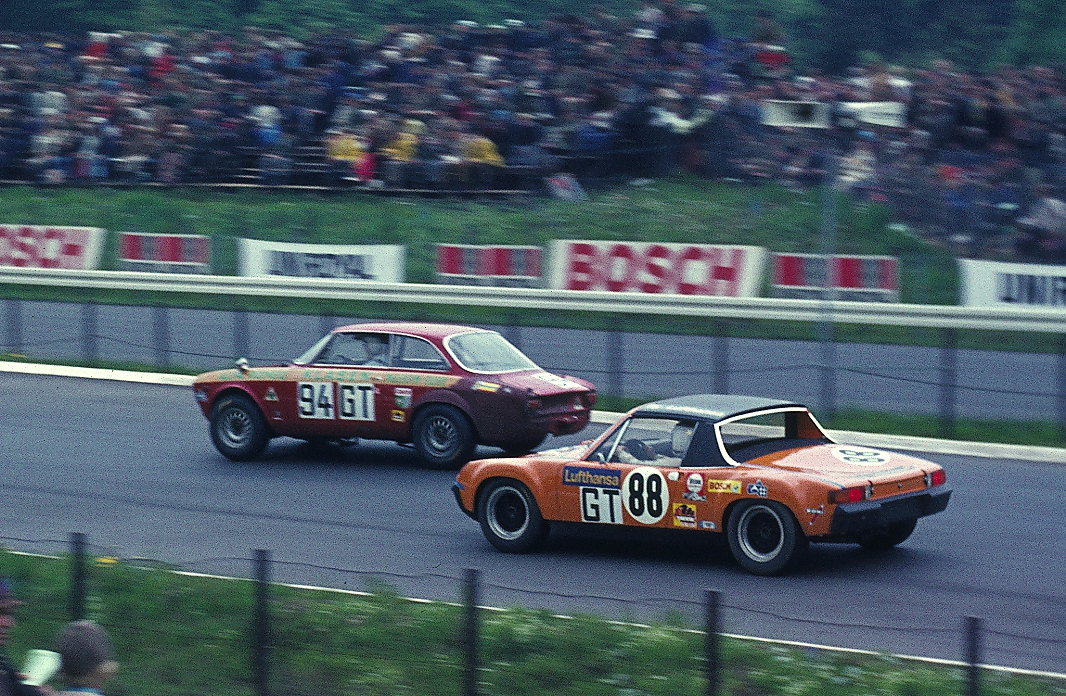
Гонка 1000 км Нюрбургринга 1970, класс GT для автомобилей объёмом до 2.0 л. Экипаж Alfa Romeo GTA в составе Питера Отто и Йорга Класена (номер 94), чуть дальше него — экипаж Porsche 914/6 в составе Роберта Хуна и Гюнтера Шварца (номер 88)

В 1970-е годы модели Porsche 914 выступали в соревнованиях IMSA и в гонках Группы 4, добиваясь там определённых успехов. В частности, модель 914/6, несмотря на небольшое количество произведённых экземпляров, одержала немало побед в разных соревнованиях. Хотя в целом 914-е не принесли большую славу компании Porsche в автомобильном спорте, они оставили определённый след в истории автоспорта, особенно в соревнованиях, проходивших в Северной Америке. Журнал Motor Sport отмечает, что 914-е хорошо зарекомендовали себя как на кольцевых гонках, так и в ралли. В рамках подготовки компании к соревнованиям и была представлена гоночная модель Porsche 914/6 GT. Известно, что британец Брайан Редман активно тренировался на Porsche 914/6 GT, изучая особенности трассы, где должна была пройти гонка Targa Florio 1970 года.
В мае 1970 года в гонке «1000 км Нюрбургринга» автомобиль Porsche 914/6 (экипаж — Роберта Хун и Гюнтер Шварц) занял 2-е место в классе GT, а всего в Топ-5 вошли сразу четыре автомобиля Porsche 914. Через месяц состоялась ещё одна гонка, «24 часа Ле-Мана»: в ней принял участие всего один Porsche 914/6 GT с экипажем в лице Клода Балло-Лена и Ги Шассёя, которые представляли Sonauto — французскую компанию-импортёр автомобилей Porsche. Экипаж занял 6-е место в общем зачёте, но победил в классе GTS и занял 4-е место в рейтинге «Индекса эффективности» (англ. Index of Efficiency). До финиша добрались всего семь автомобилей, а модель 914/6 GT обошла всех своих конкурентов из модельного ряда 911.

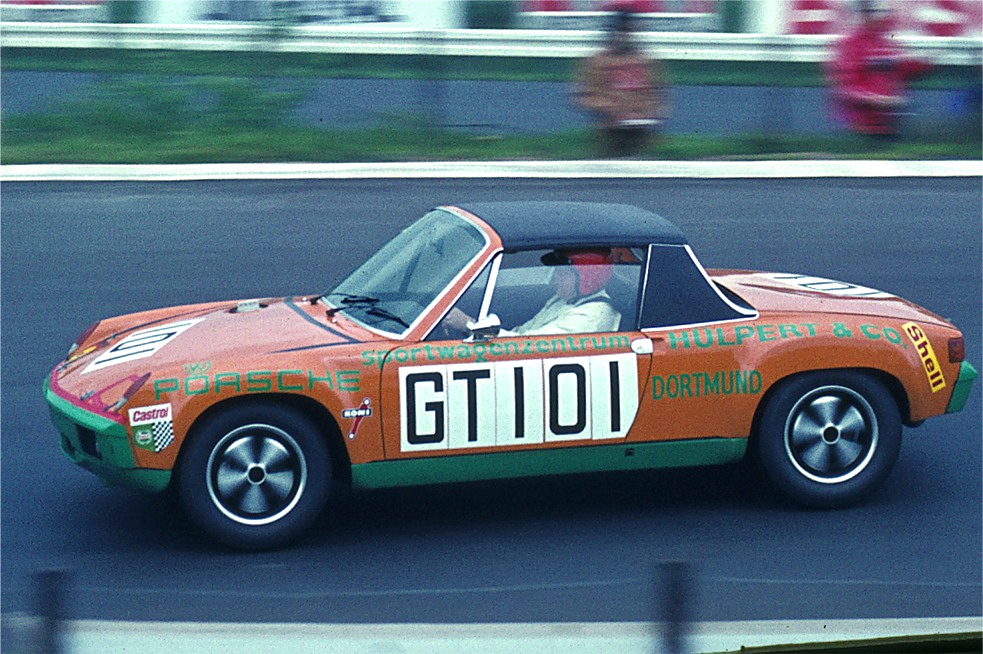
Гонка 1000 км Нюрбургринга 1970, класс GT для автомобилей объёмом до 2.0 л. Экипаж Porsche 914/6 в составе Александра Нольте и Вернера Кристманна (номер 101)

С 18 по 22 августа проходила гонка «Marathon de la Route», представлявшая собой 86-часовой марафон на трассе Нюрбургринг. По её итогам сразу три автомобиля Porsche 914/6 финишировали первыми. Условия той гонки были таковы, что пит-стоп мог длиться не более минуты: тех, кто не укладывался в это время, штрафовали на один круг, и если общая продолжительность пребываний на пит-стопе превышала 15 минут, команда дисквалифицировалась. Команду дисквалифицировали и в том случае, если она проходила круг больше чем за 24 минуты (в течение первых 4 часов лимит времени на круг составлял 30 минут). В целом на прохождение гоночного круга протяжённостью 28,3 км обычно требовалось 13 минут, и малейшая задержка на пит-стопе могла обернуться катастрофой. Однако благодаря жёстким шинам Porsche всего один раз за всю гонку потребовалась замена покрышек. Победу в той гонке праздновал экипаж Жерара Ларрусса, Хельмута Марко и Клода Альди, который проехал 360 кругов (из них зачтены 358). На втором месте оказался экипаж Бьорна Вальдегорда, Оке Андерссона и Ги Шассёя, проехавший 359 кругов (357 зачтены), а третьими финишировали Клод Балло-Лена, Гюнтер Штеккёниг и Николас Кооб с результатом в 356 кругов (354 зачтены). Все три экипажа выступали от имени заводской команды Porsche System Engineering, соревнуясь на моделях с двигателями мощностью 160 л. с. каждый: экипаж Лярусс — Марко — Альди выступал на модели с номером шасси 9140432541, экипаж Балло-Лена — Штеккёниг — Кооб управлял моделью с шасси 9140432542, экипаж Вальдегорд — Андерссон — Шассёй вёл модель с шасси под номером 9140432543. Из 64 участников до финиша добрались всего 24 автомобиля: ещё одна модель 914/6, которой управляла команда Neusser MSC, попала в аварию и выбыла из марафона. 27 сентября 1970 года в автогонке Tour de France приняли участие два экипажа Porsche 914/6 из компании Sonauto: Клод Балло-Лена и Жан-Клод Морена приехали 6-ми в общем зачёте и в зачёте класса GTS/P, а Анри Бала и Ролан Имбер заняли 8-е место в общем зачёте и 7-е в зачёте GTS/P.

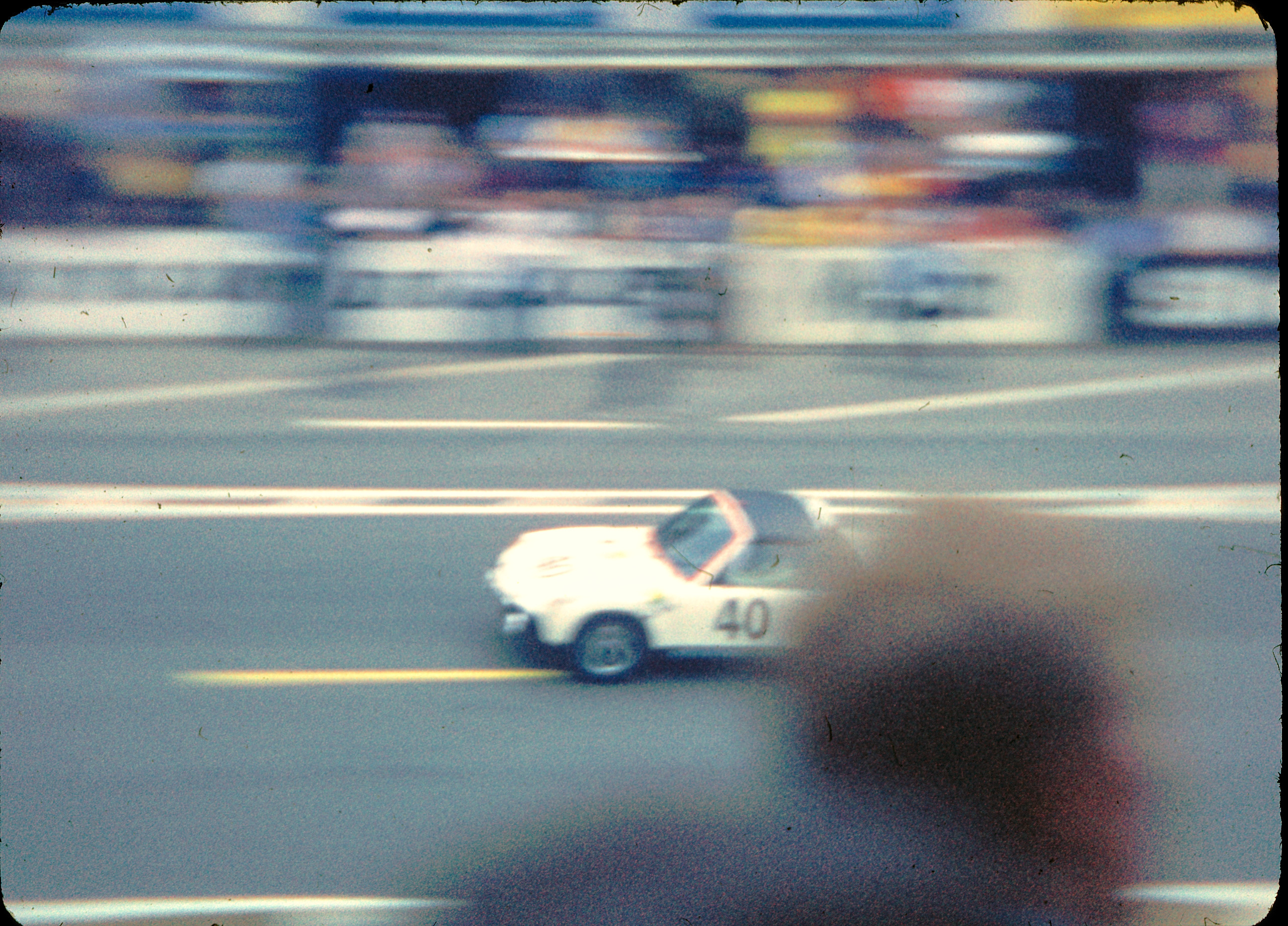
Porsche 914/6 GT под номером 40 в гонке 24 часа Ле-Мана 1970

В том же году менеджер компании Porsche+Audi (филиал Volkswagen) по автоспорту Джо Хоппен получил распоряжение повысить репутацию моделей 914 в автоспорте, для чего начал готовить заявку на включение моделей 914/6 в соревнования организации SCCA в классе автомобилей C. Стратегия Хоппена по повышению популярности моделей 914 заключалась в том, что частные лица должны были рекламировать бюджетные и недорогие 914/4, а славу в автоспорте принесла бы как раз модель 914/6, которую мог направить или дилер, или завод-производитель. В то же время шансы Porsche 914 потерпеть неудачу были велики, так как команды Datsun и Triumph не намеревались уступать лидерство новичку. Сам Хоппен рассчитывал на то, что SCCA включат модели 914/6 в гонки автомобилей класса C, а автомобили 914/4 — в класс E. В случае успеха этого плана ему позволили бы сконцентрироваться именно на выступлениях 914 в этих классах, а не на очередной попытке нелюбимого им Porsche 911 побороться за лидерство в гонках Trans-Am (тогда Porsche 911 относились к классу машин с двигателями объёмом не более 2 л). Первоначально ходили слухи, что автомобили 914/6 будут включены в соревнования класса D, а не класса C, но всё же окончательным вариантом стало участие в гонках класса C.
Для выступлений в турнирах SCCA, по замыслу Джо Хоппена, требовалось подготовить три заводские команды на Porsche 914/6: в распоряжении каждой команды было по 50 тысяч долларов США и соответствующие автомобили. На востоке в соответствующем дивизионе SCCA должен был выступать Питер Грегг из команды Brumos Racing, на Среднем Западе — Арт Банкер, Роберт «Боб» Хиндсон и Ноа Кендалл (последние два вошли в команду Bunker-Hansen Racing). На западе должен был соревноваться Ричи Гинтер из VW-Pacific, но его команда потребовала сумму в три раза большую, чем предлагалось, поскольку вынуждена была готовиться самостоятельно. Затянувшиеся переговоры привели к тому, что Гинтер вышел из состава команды. По итогам 1970 года Арт Банкер одержал шесть побед в гонках дивизиона Среднего Запада, а его коллега по команде Ноа Кендалл принёс ещё три победы в классе CP. Благодаря успешным выступлениям в финал национального чемпионата SCCA вышел именно Кендалл. В то же время на востоке Грегг и его штурман Пит Харрисон одержали всего две победы, занимая при этом намного чаще вторые и третьи места. На западе Алан Джонсон (англ. Alan Johnson) одержал четыре победы в составе команды VW-Pacific вместе с Ричи Гинтером и ещё три победы после ухода последнего. Гинтер продолжил выступать на западе вместе с Эллиоттом Форбсом-Робинсоном. В финале национального чемпионата SCCA, проходившем на Роуд Атланта, в классе CP никто из экипажей Porsche 914 не смог добиться успеха: победу одержал Джон Мортон на Datsun 240Z, в то время как Форбс-Робинсон и Джонсон на своих 914/6 заняли 4-е и 5-е места соответственно. Гонщики должны были пройти все 19 кругов, чтобы их результат засчитали: Форбс-Робинсон, стартовавший с 7-й позиции, занял 4-е место; Алан Джонсон стартовал 5-м и приехал 5-м, Питер Грегг стартовал с 15-й позиции и пришёл 8-м, Пит Харрисон стартовал с 13-й позиции и занял 12-е место, Роберт Хиндсон стартовал 10-м и пришёл 9-м.

### 1971 год
В 1971 году на соревновании «24 часа Дейтоны» экипаж автомобиля Porsche 914/6 GT (номер 5), в состав которого вошли Жак Дюваль, Джордж Николас и Боб Бэйли, одержал победу в собственном классе GT 2.5, выступив от команды Sun Oil Company и проехав 579 кругов. В общем зачёте их автомобиль занял 7-е место. Вторым в этом классе и 8-м в общем зачёте финишировал ещё один Porsche 914/6 (номер 19) команды Ральфа Мини (англ. Ralph Meaney), в экипаже которого были Стивен Бер, Джон Баффам и Эрвин Кремер: они проехали 571 круг. Ещё два Porsche 914/6 сошли с дистанции: модель под номером 18 команды Ральфа Мини проехала 470 кругов (состав экипажа — Ральф Мини, Билл Бин и Гэри Райт), не добравшись до финиша, а у модели под номером 59 команды Brumos Porsche Audi Corp. (состав экипажа — Питер Грегг и Хёрли Хэйвуд) вышел из строя двигатель после 260 кругов. Известно, что экипаж Дюваля, Николаса и Бэйли выступал на модели с шасси под номером 9140431017, а экипаж Мини на модели с шасси под номером 9140430691. Автомобили Porsche 914/6 GT также участвовали в гонке «12 часов Сибринга»: экипаж Грегга и Хэйвуда (номер 14, команда Brumos Porsche Audi Corp.) проехал 192 круга и занял 2-е место в классе GT 2.5 и 14-е место в общем зачёте, а экипаж Дюваля, Николаса и Бэйли от команды Жака Дюваля (номер 5) занял 4-е место в классе GT 2.5 и 17-е в общем зачёте, проехав 187 кругов.
Помимо этого, экипаж Porsche 914/6 в лице шведов Бьорна Вальдегорда и Ханса Торсцелиуса занял 3-е место на Ралли Монте-Карло, уступив только двум Renault-Alpine A110 и оказавшись единственным из экипажей Porsche, доехавшим до финиша: Вальдегорд и Торсцелиус управляли моделью с шасси под номером 9141430139. Журнал Motor Sport, освещая это ралли, писал, что компания Porsche допустила стратегическую ошибку, поставив не на традиционные Porsche 911, а на Porsche 914/6: Вальдегорд и его коллеги Уве Андерссон и Жерар Ларрусс не могли использовать на этой модели ту же тактику «виляния задом», которая приносила Porsche 911 успех в гонках. Известно, что в том ралли участвовали ещё две модели 914/6 (номера шасси 9141430140 и 9141430141, не добравшиеся до финиша). Хотя Вальдегорд и Торсцелиус выиграли заезд в своём классе, в крупных ралли эта победа стала последней для Porsche 914. На гонке 24 часа Ле-Мана в том же году Porsche ждала неудача: обе машины 914/6 GT сошли с дистанции. Экипаж команды Ecurie Porsche Club Romand в лице Пауля Келлера и Жана Сажа выбыл из гонки на 9-м часу из-за выхода из строя двигателя Porsche, а на 15-м часу машина команды Autohaus Max Moritz GmbH с Гердом Квистом и Дитрихом Круммом сошла с дистанции по вине трансмиссии. Это выступление Porsche 914/6 GT на «24 часах Ле-Мана» стало вторым и последним в истории моделей 914. По итогам всего 1971 года на счету этих моделей были победы на европейских автогонках в Монце, Спа и на Остеррайхринге, но их приносили в основном небольшие частные гоночные команды.
С учётом успехов в Европе Хоппен рассчитывал, что после завершения процедуры омологации Porsche 914/6 бросит вызов Datsun 240Z, который год тому назад доминировал на турнире SCCA Nationals. Процедура шла тяжело, поскольку выполнить требования по количеству выпущенных 914 компании Porsche не удавалось, а компания Datsun не считала подлинными все сведения об экземплярах и их снаряжении. Всю документацию Хоппен получил в июне 1971 года от работавшего инженером в Porsche Юргена Барта. По планам Хоппена, модель 914/6 GT должна была выступать в классе CP и на следующий год. Хотя SCCA включила всё же Porsche 914/6 в более высокий класс автомобилей B, Porsche + Audi отказались поддерживать команды в этом чемпионате в новом сезоне, а Хоппен решил сделать ставку на турниры ассоциации IMSA (International Motor Sports Association). Решение Хоппена стало началом плодотворного сотрудничества компании Porsche и IMSA, которое считается одним из наиболее известных в автоспорте. Новый гонщик команды Brumos Хёрли Хэйвуд, выступавший в IMSA на Porsche 914/6, в 1971 году выиграл шесть из семи этапов чемпионата IMSA в классе GTU и стал чемпионом в этом же классе: с ним вместе этот титул завоевал Питер Грегг. Экипаж Грегга и Хэйвуда выиграл заезды в Виргинии, Бриджхэмптоне и на трассе Саммит-Пойнт. Автомобиль 914/6 GT, на котором Хэйвуд завоевал свой титул, позже становился участником выставок винтажных автомобилей на Восточном побережье США.
Несмотря на лишение поддержки со стороны Porsche + Audi, гонщики в SCCA продолжили свои выступления. Роберт Хиндсон на своей 914-й решил продолжить выступления в дивизионе Среднего Запада SCCA на 914/4: с ней он выиграл соревнования в классе E среди машин с 4-цилиндровыми двигателями в Атланте в 1971 году, а позже пригласил в свою команду Гинтера и Форбса-Робинсона для дальнейшего участия. В борьбе в финале национального чемпионата SCCA Хиндсон проиграл Джорджу Пэришу (англ. George Parish), представлявшему Центральный дивизион и управлявшему 914/6, а ещё один новичок, Эл Холберт (англ. Al Holbert), занял 3-е место. Сам Гинтер на 914/4 выступил в Атланте и в одном из заездов финишировал первым, однако вскоре его дисквалифицировали: колёса его автомобиля оказались чуть шире, чем допускалось по регламенту. В финале 1971 года в классе CP Холберт, представлявший Северо-Восточный дивизион, сошёл с дистанции на 5-м круге в финале выступлений в Атланте.

### Последующие годы. Автомобиль вне гонок

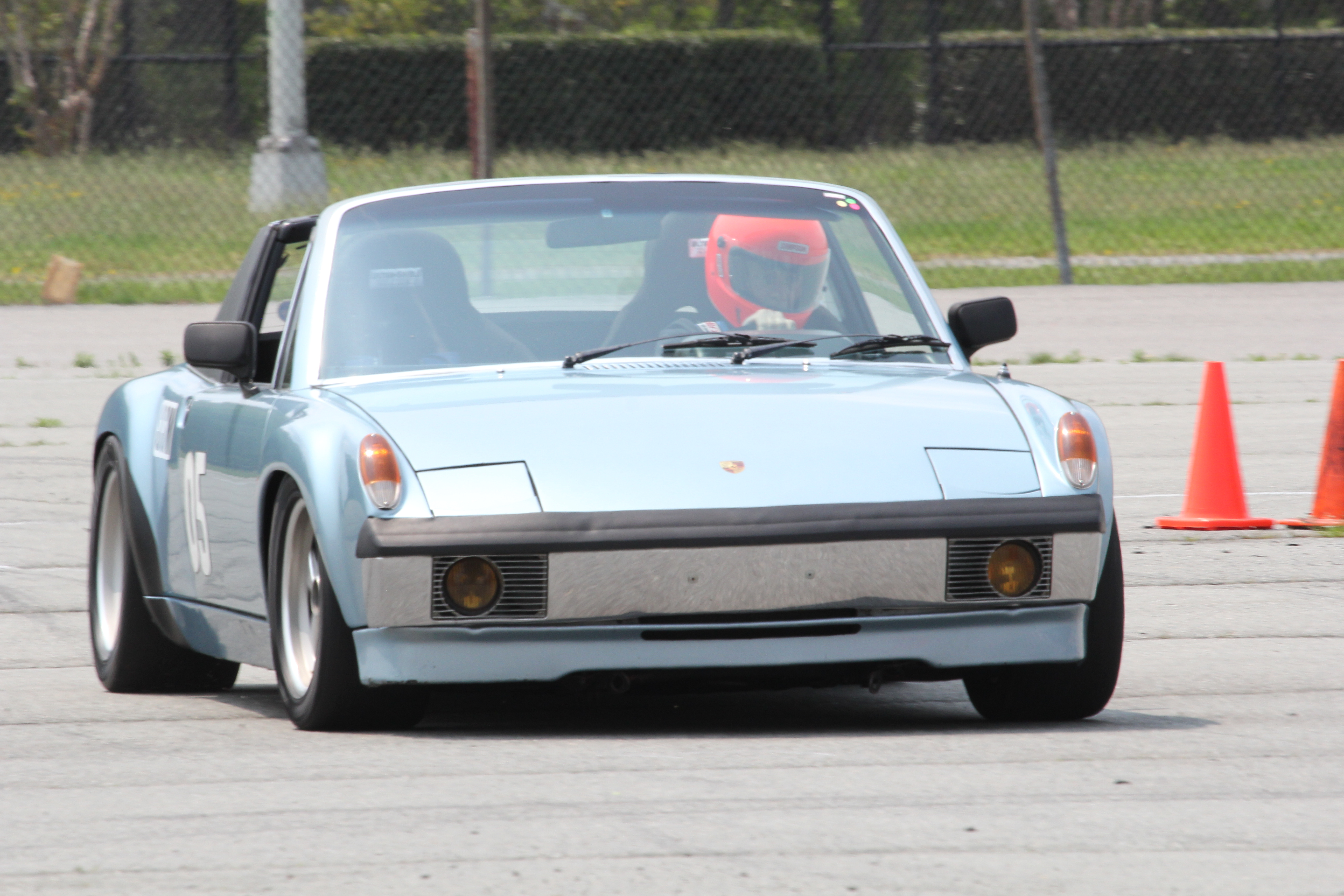
Porsche 914 на испытаниях в автомобильном клубе Virginia Motor Sport Club

Автомобиль был специально обновлён в канун Гран-при Канады, поскольку стал тогда первой в истории Формулы-1 машиной безопасности. Подобную модель, оснащённую новыми системами безопасности и современной системой пожаротушения, впервые представили в 1972 году Высшей национальной комиссии по автоспорту (ONS). На Гран-при Канады 1973 года жёлто-оранжевую машину безопасности Porsche 914 пилотировал Эппи Вицес: ему пришлось выехать на трассу после того, как друг в друга врезались Джоди Шектер из команды McLaren и Франсуа Север из команды Tyrrell. Пассажиром Вицеса был представитель ассоциации команд FOCA Питер Макинтош, который по рации поддерживал связь с пунктом управления гонкой. Однако, по оценке современников, участие Porsche 914 в той гонке в качестве машины безопасности лишь внесло путаницу в работу судей. 14 октября 1973 года на трассе Лагуна-Сека состоялась гонка в рамках серии Can-Am, в которой автомобиль Porsche 914 также играл роль машины безопасности, возглавляя пелотон моделей Porsche 917.

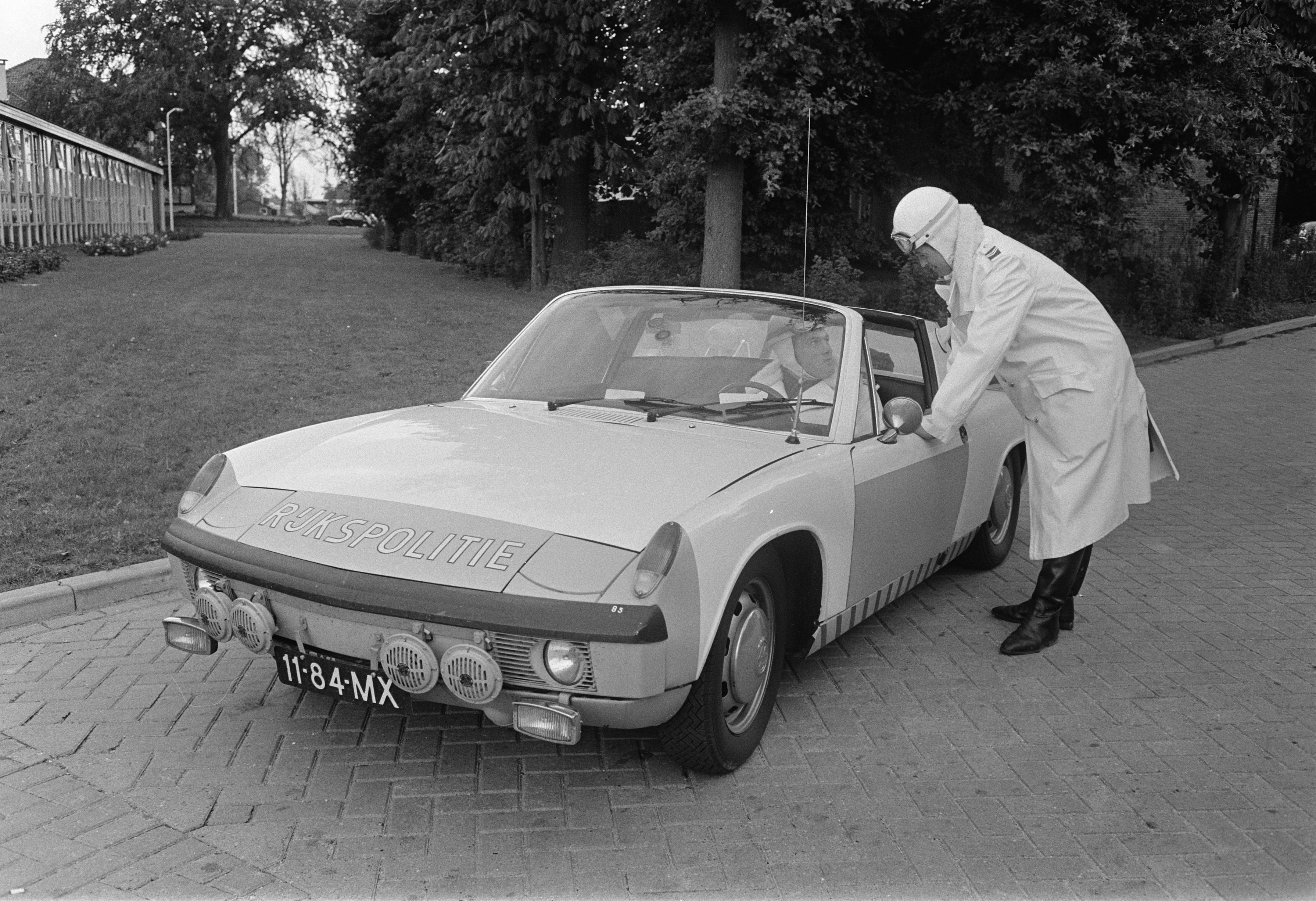
Модель Porsche 914, использовавшаяся Rijkspolitie — полицейской службой Нидерландов в 1945—1993 годах

Окончательно Porsche 914 сошёл со сцены в автоспорте в 1975 году, уступив своё место Datsun 240Z. В целом, несмотря на свою скромную историю участия в американских автогонках, эта линейка оказала определённое влияние на автоспорт: многие из звёзд американского автоспорта начинали карьеру как раз на 914-х моделях. В настоящее время автомобили Porsche 914 принимают участие в выставках винтажных автомобилей и некоторых клубных гонках: так, они успешно прошли омологацию в Sportscar Vintage Racing Association и участвуют в американских гонках «24 часа Лимонов», соревнуясь с моделями типа Ford Mustang Fox или Dodge Neon. Автомобили Porsche 914 использовались также полицейскими службами некоторых стран.
Уже спустя много лет после прекращения выпуска серии 914 в её адрес в прессе звучали мнения, диаметрально противоположные тому, что говорилось о Porsche 914 в 1970-е годы. По-настоящему высоких оценок автомобиль удостоился от американской прессы. В 2019 году журнал GT Porsche назвал модель 914 «правильным» спортивным автомобилем, несмотря на стойкие ассоциации этой модели с Volkswagen.

## Автомобиль в культуре
Варианты Porsche 914/4 с двигателями объёмом 1.7, 1.8 и 2.0 л встречаются в игре Need For Speed: Porsche Unleashed: в версии для ПК они относятся к машинам 3-го класса и так называемой «золотой эре» (машины 1970-х и 1980-х годов). При этом в игре 914-я модель является намного менее мощной по сравнению с моделями Porsche 911 1970-х годов. В версии для PlayStation модель 914/4 с двигателем 1.7 отнесена к «классической эре» и представлена как машина 3-го класса. Модель Porsche 914 также встречается в версии игры для GameBoy Advance.
Модель Porsche 914/6 встречается в серии игр Forza, в том числе линейках Forza Motorsport (2, 3, 4, 6, 7) и Forza Horizon (2, 3, 4 и 5), а также играх Forza Street и Road Blaster. Гоночный вариант Porsche 914/6 GT встречается в таких играх, как GT Legends, Shift 2: Unleashed и Need for Speed World.
Автомобиль также представлен в моделировании (примером является производитель Schuco, выпускающий модели в масштабе 1:43).

## Комментарии
1. ↑  Аарон Северсон утверждает, что в модели использовался 4-цилиндровый двигатель Porsche 356C[16].
2. ↑  По данным издания Autozine, общий объём перевозимого груза в Porsche 914 составлял 460 л[9].
3. ↑  Эта модель известна под индексами Porsche S, Porsche SC и Porsche 2.0[17].
4. ↑  Расшифровка в соответствии с обозначениями[англ.] по стандартам ISO на примере 155 SR 15. Здесь 155 — ширина шины в миллиметрах, R — радиальный тип[англ.], буква перед R обозначает ту или иную максимально развиваемую скорость (для S — 180 км/ч), цифры 15 — диаметр колёсного диска, с которым совместима шина, в дюймах.
5. ↑  Здесь подразумеваются модели 914/4, 914 1.7, 914 1.8 и 914 2.0[83].
6. ↑  Аарон Северсон утверждает, что модель 914/4 в США стоила 3495 долларов, а 5999 долларов США — это изначальная стоимость модели 914/6[16].
7. ↑  Под названием 914S некоторое время в США и Японии продавалась модель 914 2.0[24], однако позже компания отказалась от такого названия[90][103]. В Европе модель 914 2.0 изначально продавалась под индексом 914 SC[59].
8. ↑  По другим данным, мощность двигателя оранжевого 914/8 составляла 300 л. с., а серебряного 914/8 — 260 л. с.[11].
9. ↑  По данным Кирона Феннелли, последний экземпляр сошёл сошёл с конвейера в 1972 году[22].
10. ↑  Bumblebee в переводе с английского означает «шмель», Creamsicle — это название сливочного коктейля[англ.] и фруктового льда бренда Popsicle.